# Gabriel de Mendizábal
Gabriel de Mendizábal e Iraeta, primer conde de Cuadro de Alba de Tormes (Vergara 7 de noviembre de 1764 - Madrid 1 de octubre de 1838), fue un militar español de finales del siglo XVIII y comienzos del XIX. Tuvo una sobresaliente participación en la Guerra de Independencia española.

## Biografía
Gabriel de Mendizábal e Iraeta nace en el año 1764 en Vergara, siendo bautizado con el nombre completo de Gabriel María de Mendizábal e Iraeta, de la unión de Manuel de Mendizábal y Juana Javiera de Iraeta, ambos descendientes de linajes de propietarios rurales que forman la élite política y económica local en el territorio guipuzcoano antiguorregimental. Su padre es originario de uno de los principales centros comerciales y culturales de esa provincia, esa misma villa de Vergara, sede desde 1769 del Real Seminario de Nobles, una de las instituciones principales de la Ilustración vasca impulsada por el conde de Peñaflorida y la Real Sociedad Bascongada de los Amigos del País. Su madre es vecina, en cambio, de la localidad vecina de Anzuola.
Desde el seno de esa familia prototípica de las provincias vascas del Siglo de las Luces, Gabriel de Mendizábal será destinado a una de las carreras habituales en ese estamento de hidalgos vascos. En su caso a la militar. En este aspecto su biografía resulta similar a la de otros militares de las guerras napoleónicas con los que -directa o indirectamente- se batirá en distintos campos de batalla de España y Francia. Así, ingresa en la carrera militar a los 16 años, al igual que Joaquín Murat que abandona sus estudios de Teología -al haber sido destinado por su familia al estamento eclesiástico- a esa misma edad para entrar a formar parte de un regimiento de Caballería. En el caso de Gabriel de Mendizábal, su familia, de mayor rango social que la del futuro mariscal napoleónico y rey de Nápoles, lo enviará a una academia militar, la del Puerto de Santa María, similar a la de Brienne en la que realizará sus estudios, en fechas también similares, Napoleón. De allí Gabriel de Mendizábal, de un modo igualmente similar al del futuro emperador de los franceses, ingresa con grado de cadete en el regimiento España en el año 1784.
A partir de ese momento se verá involucrado en distintas operaciones militares propias de una potencia como la España de la época con proyección en diversos continentes. En este caso en el de África. Hecho que asimila nuevamente su biografía a la de otros militares destacados en las guerras napoleónicas. Caso de Arthur Wellesley, futuro duque de Wellington, que hará sus primeras armas, entre 1793 y 1805, durante las guerras revolucionarias, tanto en el teatro de operaciones europeo como en la India. Junto con el continente africano, otra de las áreas de expansión colonial europea en ese momento.

## Primeros hechos de armas. Guerra en el Norte de África y contra la Convención francesa (1785-1795)
Gabriel de Mendizábal, tras el fin de sus estudios en la Academia Militar del Puerto de Santa María, y su ingreso en el regimiento España con el grado de cadete, será ascendido al rango de subteniente el 14 de junio de 1785.
Como parte de la oficialidad de ese regimiento estará destinado en la guarnición española de la plaza norteafricana de Orán. Allí recibirá su bautismo de fuego defendiendo ese enclave español durante el asedio que sufre en 1790.

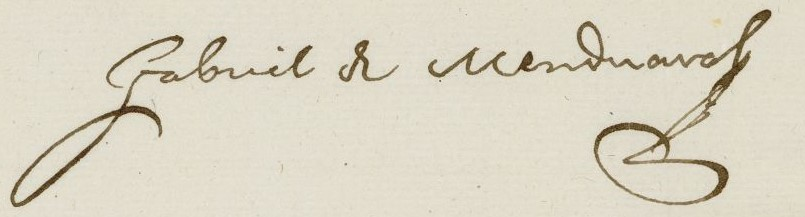
Firma de Gabriel de Gabriel de Mendizábal Iraeta. Oficio de la Comandancia General de Navarra, firmado por Gabriel de Mendizábal, al inspector general de Infantería en el que se informa de que queda enterado de los traslados de los tenientes coroneles Marcelino [Javier Antonio] Oraá [Lecumberri] y Pedro. Fechada el día 20 de Enero de 1822. PARES. Portal de Archivos Españoles.

Orán y su plaza gemela, Mazalquivir, son, entre 1785 y 1791 (momento de la evacuación final de las mismas bajo acuerdo diplomático), zonas de frontera entre dos poderes enfrentados entre sí: la Regencia de Argel y la España de Carlos III y Carlos IV. Así las hostilidades, aun siendo de baja intensidad, son casi constantes entre las fuerzas del dey y las tropas españolas destinadas allí. Como ocurre en el caso del regimiento en el que sirve Gabriel de Mendizábal. Algunos de los adversarios más encarnizados con los que se va a encontrar allí el futuro general Mendizábal, son los efectivos bajo mando del bey de Mascara, Mohammed el-Kebir) al que se otorga generalmente el mérito de haber conseguido la definitiva evacuación de Orán y Mazalquivir en 1792 pero, que, sin embargo, es señalado en los documentos diplomáticos españoles cruzados con la Regencia de Argel como hombre que ejerce en Mascara (provincia del Oeste de esa Regencia) un dominio despótico. Palabras de las que hay que deducir que sus acciones contra la plaza que defienden, entre otros, Gabriel de Mendizábal e Iraeta, sólo cuentan con un apoyo más bien difuso y extraoficial por parte de la Regencia argelina pese a recabar esa figura el mérito histórico de la evacuación española de ambas plazas.
En ese ambiente belicoso Gabriel de Mendizábal e Iraeta realizará su aprendizaje militar ascendiendo en la escala de mando desde el grado de subteniente. Así, en 12 de julio de 1788, se le da rango de teniente en una de las compañías de élite del regimiento España. Concretamente la de granaderos. Un puesto para el que se seleccionaban, por lo general, a hombres de una altura superior a la media (en torno a 1,80 o superior) y destinada a actuar en vanguardia de los ataques. Con el mismo grado de teniente entrará a servir, en esa misma plaza de Orán, en 1789 - pocos meses después de que estalle la Revolución francesa - en otra de las compañías del regimiento: la de fusileros. Por lo general también destinada a misiones destacadas en la vanguardia de los ataques según la táctica de combate de la época.
En el momento en el que empiezan las hostilidades definitivas contra la plaza de Orán, en el año 1790, Gabriel de Mendizábal e Iraeta recibe el rango de ayudante mayor en su regimiento. Ostentará ese grado hasta el 12 de julio de 1791, cuando se le promueve a capitán de la compañía de fusileros. En ese puesto servirá hasta que la plaza sea evacuada tras el fin de las negociaciones diplomáticas sostenidas por figuras tan destacadas en la futura Guerra de Independencia española como el conde de Floridablanca, que rechaza la invasión francesa en 1808, y el teniente general José de Mazarredo que, en cambio, se declarará a favor de José I.
Tras esa definitiva evacuación de Orán en 1792, Gabriel de Mendizábal e Iraeta regresa a la Península. Retoma en ella la actividad como efectivo en primera línea de combate en el año 1793, cuando comienza la guerra entre España y la Convención republicana francesa tras la ejecución de Luis XVI.
En esta ocasión combatirá en todo el frente de los Pirineos, iniciando su servicio en el sector catalán. Así su hoja de servicios para esas fechas, conservada junto a las restantes en el Archivo General Militar de Segovia, indica que se distinguirá en varias acciones. Como el ataque de Cornellá, donde toma una batería del Ejército revolucionario y en el ataque de Benet en Perpiñán, donde captura nuevamente una batería francesa. Asimismo esa hoja de servicios destaca su papel en los combates en torno a los campamentos de Peyrestortes y Trullás que ese documento califica como “batalla”, en el socorro de la plaza de Argelès y en los ataques contra El Bolo y Vilallonga.
Su experiencia en ese frente, donde las armas españolas hacen retroceder a las de la Convención francesa, será requerida para ser aplicada en el frente vasco, en su provincia natal. Así se le incorpora al regimiento de Voluntarios de Guipúzcoa levado allí para combatir a las tropas francesas. En él Gabriel de Mendizábal tendrá, desde el 8 de julio de 1793, el rango - altamente honorífico en la época- de sargento mayor.
Los servicios en los que destaca Gabriel de Mendizábal en ese frente vasco y navarro, siempre según su hoja de servicios del Archivo General Militar de Segovia, comenzarán en el otoño de 1793, en Irún, asaltando el reducto francés de Santa Bárbara. Los comienzos del año 1794 le darán nuevas ocasiones de mostrar su pericia en ese sector del frente. Concretamente en la jornada del 14 de enero, cuando comienzan los ataques en ese territorio ya bajo ocupación militar española, y en el de 5 de febrero, en las localidades vascofrancesas de Biriatou y Socoa (Ciboure), donde se toman prisioneros y dos piezas de Artillería después de desbaratar el dispositivo de las fuerzas francesas.

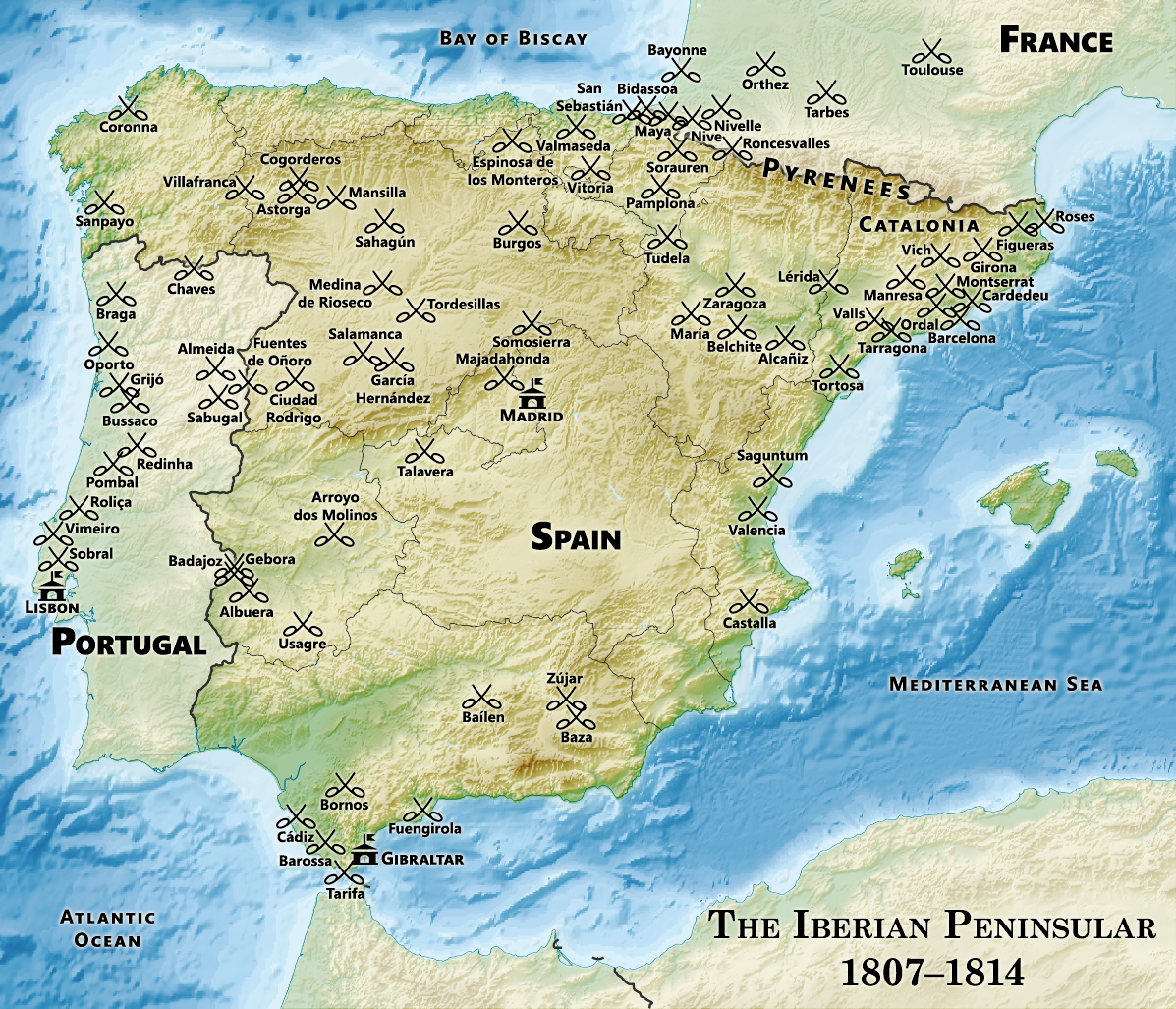
Mapa de España con las principales batallas de la Guerra de Independencia.

Mientras continúan los éxitos de las tropas españolas en esa primera ocupación de territorio de la Convención, Gabriel de Mendizábal e Iraeta volverá a destacar haciéndose cargo del mando de su batallón, al haber sido herido su comandante, y sosteniendo el fuerte de Biriatou bajo un intenso fuego de Artillería que sólo abandonará cuando reciba orden del mando de evacuarlo. Así bien destaca en diversas acciones entre el 24 de abril y el 23 de junio y en la retirada del 1 de agosto de 1794, permitiendo que las restantes unidades del Ejército puedan llegar, con relativa seguridad, hasta Tolosa.
Los nuevos enfrentamientos, a partir de agosto de 1794, con las tropas convencionales que ya han entrado en territorio guipuzcoano y avanzan hacia Vitoria y Bilbao, darán otras ocasiones a Gabriel de Mendizábal e Iraeta de destacarse y ascender en la escala de mando.
Así, ya en la línea de contención formada en Tolosa, recibe orden del general en jefe de las tropas españolas, el conde de Colomera, de hacerse cargo del ala izquierda del despliegue. En ese puesto de combate y mando rechazará numerosos ataques franceses, tal y como lo había venido haciendo desde que se inicia la retirada. Mientras retiene en esa línea el avance del ala derecha francesa, recibe la primera de sus varias heridas: un balazo a quemarropa que le atraviesa el cuerpo. Esto lo mantendrá retirado del frente hasta el mes de noviembre de 1794, fecha en la que vuelve a asumir el mando para seguir deteniendo el avance francés. En esta ocasión en la línea defensiva desplegada en torno al rio Deva. Según su hoja de servicios redactada en el año 1802, conseguirá detener el avance de Moncey sobre Vitoria al mando de un contingente de 6000 veteranos que, en efecto, obligan a batirse en retirada a las tropas convencionales en los altos de Elgueta.
Se trata de una acción escasamente conocida pero que, en el marco general de las guerras revolucionarias (y en especial en el frente vasco), debe ser destacada. Con ese movimiento de tropas Gabriel de Mendizábal logra repeler el avance francés (imparable en otros frentes europeos) poniendo en retirada una fuerza superior de 8 a 10.000 hombres que deben además evacuar poblaciones ya tomadas -como la villa natal de Mendizábal: Vergara - abandonando allí sus bagajes. La importancia de esa victoria, que recuperaba parte del territorio guipuzcoano perdido en la retirada de 1794, queda patente en la carta de gracias que el propio Carlos IV envía a Gabriel de Mendizábal y la orden de este mismo soberano de ascenderlo a comandante del segundo batallón de Voluntarios de Guipúzcoa con rango de teniente coronel desde el 27 de junio de 1795, poco antes de que la paz con la Convención francesa sea firmada en Basilea.

## Servicios prestados durante la alianza con la Convención, el Consulado y el Primer Imperio francés (1795-1807)
Tras la firma de ese tratado que pone fin a esa fase de las guerras revolucionarias para España, el rey continuará otorgándole su favor y con él numerosas facilidades para conseguir nuevos ascensos. Una orden dada en Badajoz el 4 de febrero de 1796, apenas unos meses después de que se firme la Paz de Basilea, lo asciende al rango de comandante del regimiento de Granada. El 30 de octubre de ese mismo año se le transfiere al regimiento de Zamora con ese mismo grado. En el año 1797 se le otorga oficialmente el hábito de caballero de la Orden de Calatrava que ya se le había concedido por gracia del rey desde 1793. Una distinción de carácter nobiliario y antiguorregimental que, sin embargo, no le impide, como a muchos otros militares españoles, colaborar con el nuevo aliado de la monarquía española: la República francesa ahora bajo el régimen del Directorio de Barras.
Así, entre 1798 y 1799, Gabriel de Mendizábal e Iraeta se verá involucrado en los tortuosos planes urdidos entre el agonizante ministerio de Godoy (continuados por el de Francisco de Saavedra y, en ausencia de éste, por Mariano Luis de Urquijo) donde el Directorio pretende -y consigue finalmente- que fuerzas navales y terrestres españolas se sumen a distintas expediciones que desde los puertos de Brest, Rochefort y La Rochela se marcan diversos objetivos que iban desde enviar ayuda a la rebelión irlandesa contra Gran Bretaña, hasta atacar Tolón y, por parte española, desalojar a los británicos del cuadrante mediterráneo de las Islas Baleares. Una situación que lleva a numerosos desencuentros entre la Corona española y el Directorio y a muy escasos éxitos de esas fuerzas combinadas. Entre estos se contarán los que consigue Gabriel de Mendizábal e Iraeta como jefe de una fuerza de desembarco en Rochefort. Allí, al frente, otra vez, de una unidad de tiradores de élite, conseguirá que el fondeadero de la isla de Aix siga en manos de la República francesa, derrotando todos los intentos de las fuerzas navales británicas por recuperar ese puerto tan estratégico al que atacarán con verdadera saña, tratando de rendirlo bajo un intenso bombardeo. La misma hoja de servicios expedida para esas fechas indica que, tras mantener esa posición, Gabriel de Mendizábal se hará a la vela con la flota española para regresar al puerto de Ferrol, su base, eludiendo la persecución de la escuadra británica.
La presencia de Gabriel de Mendizábal e Iraeta en ese frente se habría extendido así entre el 28 de abril de 1799 -fecha constatada de su salida de Ferrol para La Rochela, Rochefort y Brest- y el 11 de septiembre de ese mismo año. tras su regreso a Ferrol, permanece allí hasta la ruptura de relaciones con la Francia ya imperial en 1808. En ese lapso de ocho años asciende, en 5 de octubre de 1802, al rango de coronel de Infantería y como tal defenderá la costa de Galicia de sucesivos ataques británicos. Su hoja de servicios redactada para esas fechas destaca especialmente una de sus acciones en abril del año 1807, en la que estará al mando de las tropas que toman las playas de Ferrol en previsión a un desembarco de lanchas inglesas -tal y como las describe esa hoja de servicios- que merodean en esa bahía.

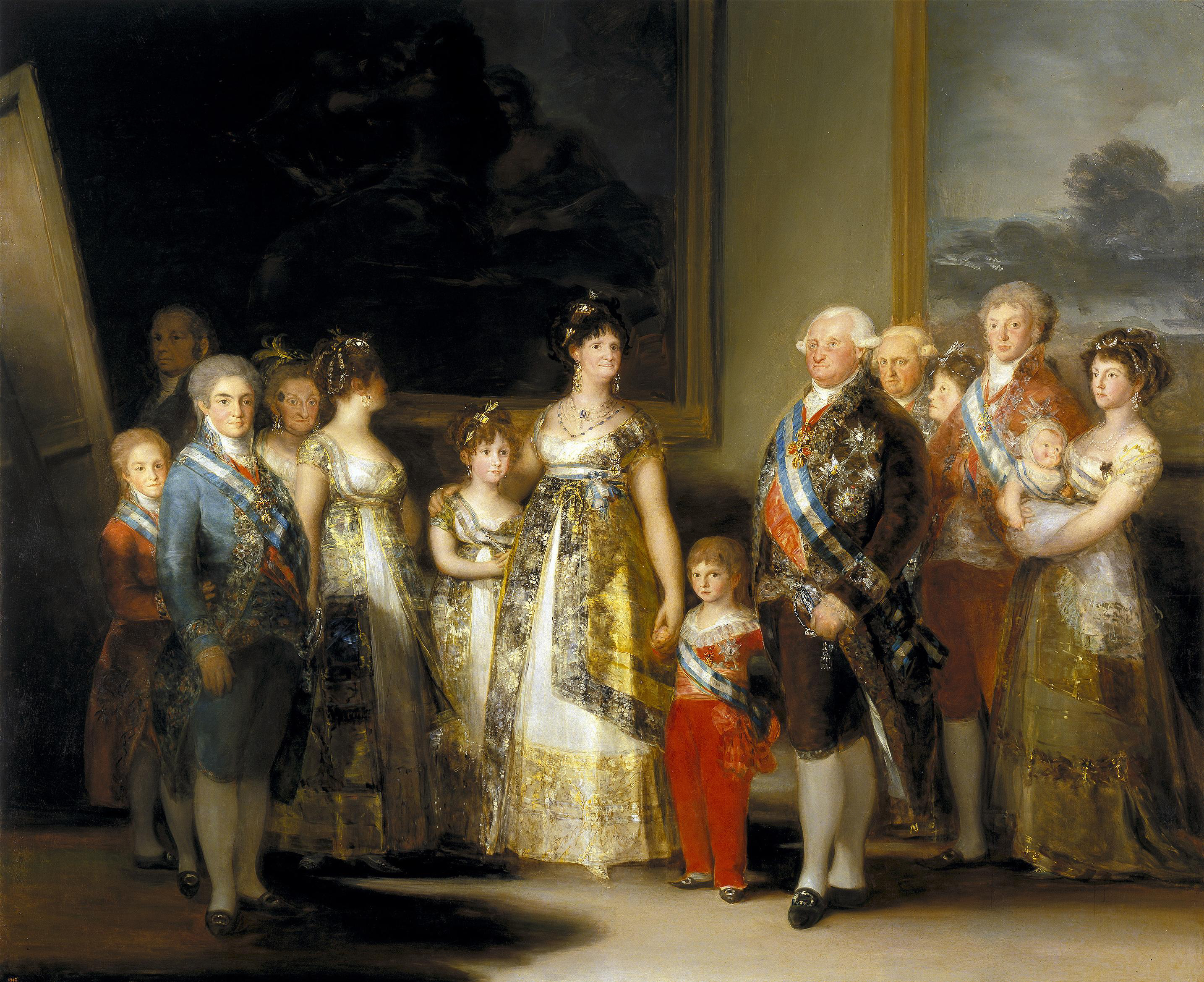
La familia de Carlos IV, por Francisco de Goya. Aparecen los reyes Carlos IV y María Luisa de Parma, el príncipe de Asturias, futuro Fernando VII, y una figura que representa a su esposa (aún desconocida). Otras figuras son los infantes Carlos María Isidro, Francisco de Paula, Carlota Joaquina, María Josefa, María Luisa, Gabriel Antonio y Carlos Luis. También se observa a Luis de Etruria, esposo de María Luisa, que carga en brazos a su hijo Carlos Luis. Al fondo a la izquierda aparece el propio Goya. Museo del Prado.

Ese sería su último servicio en una España aliada de la Francia revolucionaria primero y de la napoleónica después. El cambio de alianzas lo sorprenderá cuando en el mismo año 1807 ha sido destinado al llamado Ejército de Oporto que tenía como fin apoyar la invasión francesa de Portugal con la que el emperador francés encubre, también, su proyecto de invasión de España que desata los sucesos del 2 de mayo de 1808 y la posterior resistencia y organización de un gobierno provisional español opuesto a la usurpación de los Bonaparte. Un momento histórico que lleva a Gabriel de Mendizábal e Iraeta a sumarse a las fuerzas militares que van a apoyar a dicho gobierno, que asume el poder en España tras el secuestro de Carlos IV y Fernando VII en Bayona.

## Las guerras napoleónicas (1808-1814)
Una vez que la alianza del reino de España con la Francia napoleónica sucumbe por los acontecimientos concatenados desde la primera entrada de tropas francesas hasta el motín del 2 de mayo, Gabriel de Mendizábal e Iraeta se unirá rápidamente a las fuerzas españolas reorganizadas para hacer frente al antiguo aliado, revelado finalmente como invasor y enemigo. Así, Gabriel de Mendizábal se une a las filas de la Vanguardia del Ejército de la Izquierda. Como oficial al mando en esas tropas participará, con notables muestras de valor, en las subsiguientes batallas en las que las fuerzas fieles al gobierno provisional español se baten contra las napoleónicas.
Su hoja de servicios, redactada para esa fecha, señala que Gabriel de Mendizábal se une ya en 18 de julio de 1808 a las instituciones españolas formadas para hacer frente a la invasión napoleónica. En su caso a las que gobiernan el reino de Galicia en nombre de un Fernando VII “Preso y detenido en Francia” tal y como se indica en ese documento. Esa entidad le dará grado de brigadier de Infantería de los Reales Ejércitos, pero sin que eso lo releve del mando del batallón de Infantería Ligera de Navarra a cuyo cargo está desde antes de esa fecha. En esa situación se encontrará en diversas batallas de ese año 1808, formando en la vanguardia de ese Ejército de la Izquierda: Durango, Espinosa de los Monteros, Medina de Rioseco... A pesar de las derrotas que sufren las fuerzas españolas en esos choques, el ya general Gabriel de Mendizábal, permanece fiel a sus deberes en ese Ejército y continúa la lucha a despecho de esos sucesivos reveses.
Una vez más su hoja de servicios redactada para esa época indica que se destaca en acciones hoy poco conocidas o valoradas pero que, a medio y largo plazo, tendrán un importante peso en el desarrollo de las guerras napoleónicas. Así consta, según esa hoja de servicios, que el general Mendizábal seguirá, junto con el resto de los ejércitos españoles aliados a los británicos de sir John Moore, la retirada hacia Galicia tras la derrota de Espinosa de los Monteros en la que se ha descrito como “la marcha de la Muerte”. Una operación en la que el único ejército que le queda en esos momentos a Gran Bretaña debe ser evacuado por la Royal Navy en las costas gallegas. En ese trance participará Gabriel de Mendizábal e Iraeta en una de las acciones secundarias, en Lugo, tratando de fijar al terreno a las tropas francesas que asedian esa ciudad gallega, lo cual facilitará el reembarque de las escasas y castigadas tropas británicas en esa suerte de Dunkerque de las guerras napoleónicas. Allí será nuevamente herido. En este caso en su hombro izquierdo.
Esa lealtad y ese tesón del general Mendizábal obtendrán pronto algunos éxitos totales y otros parciales. Así el 19 de marzo de 1809, al frente de sus tropas, Gabriel de Mendizábal consigue rendir a la guarnición francesa acantonada en Villafranca del Bierzo, compuesta por más de 1.000 hombres de tropas napoleónicas selectas que, sin embargo, son incapaces de resistir los asaltos que lanza Mendizábal contra sus posiciones fortificadas, viéndose obligada esa guarnición a rendirse de manera incondicional.
Aparte de estas acciones, hay varios episodios de armas a lo largo de las guerras napoleónicas donde Gabriel de Mendizábal e Iraeta tendrá un papel destacado. Se trata de la primera Batalla de Alba de Tormes en noviembre de 1809, el asedio francés a Badajoz seguido de la Batalla de Gévora entre enero y marzo de 1811, su papel como general en jefe del Séptimo Ejército español entre 1811 y finales del año 1812 y las dos invasiones de Francia entre octubre de 1813 y septiembre de 1815. De esos episodios, el segundo de ellos -la Batalla de Gévora y el asedio de Badajoz- ha suscitado, hasta fecha reciente, una viva polémica en torno a su papel como general en esa conflagración.

### Primera Batalla de Alba de Tormes. 28 de noviembre de 1809
Su participación en esa batalla comienza cuando, como señala la obra del conde de Toreno, en agosto de 1809 Gabriel de Mendizábal e Iraeta consigue conducir a Ciudad Rodrigo las tropas del Ejército de la Izquierda que el marqués de la Romana había estacionado en Astorga, entregando el mando de las mismas al duque del Parque al que se le habían confiado tras cesar en ese puesto el marqués.

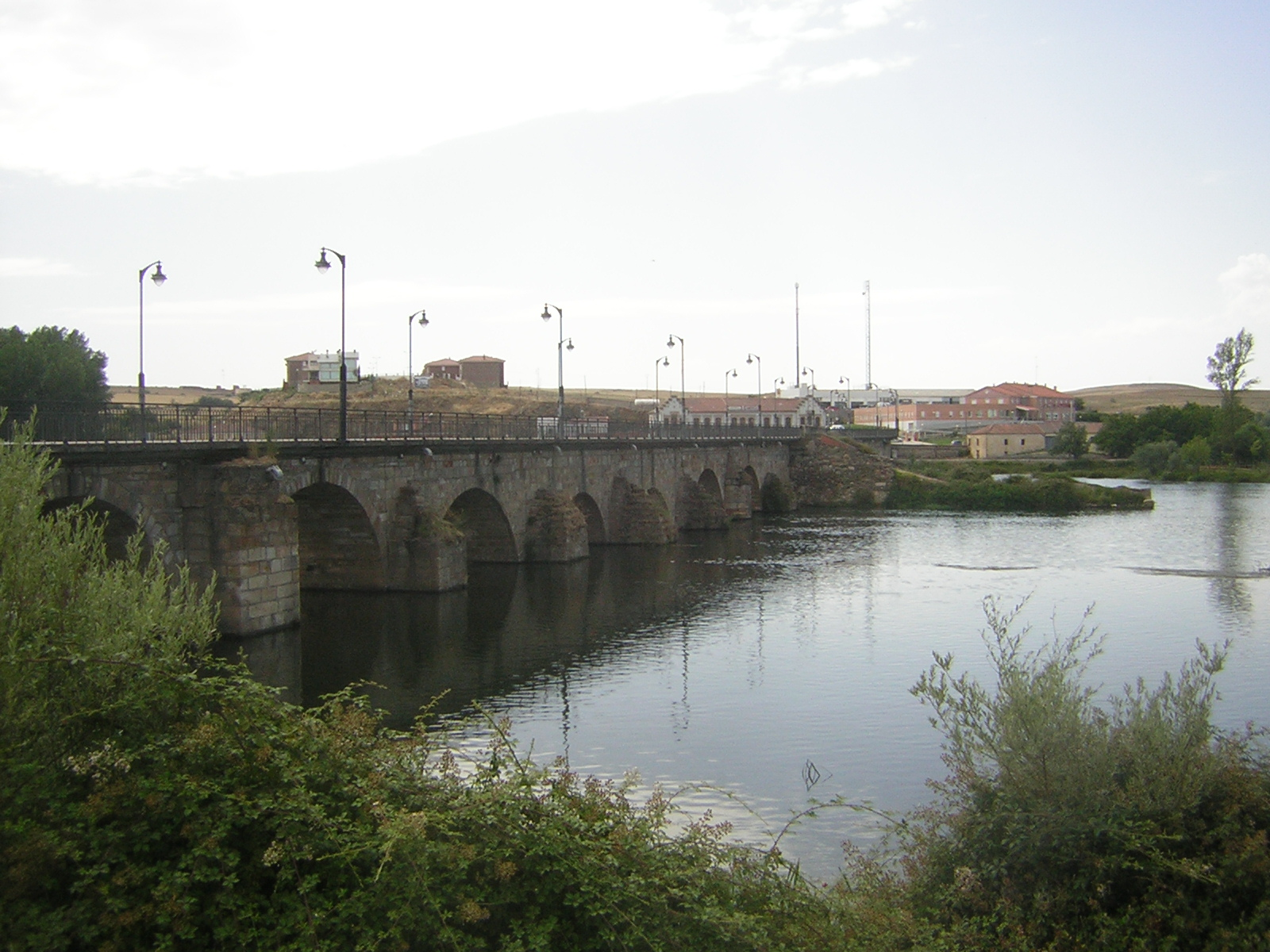
Vista del Puente de Alba de Tormes.

Tras esto Gabriel de Mendizábal quedará integrado, como segundo al mando, en el Ejército dirigido por el duque del Parque, que continuará la lucha en ese cuadrante Noroeste de la Península. Como parte de él, Mendizábal se encuentra así presente en una campaña en la que las tropas españolas consiguen varias notables victorias: en Tamames, en Talavera y en la Batalla del Carpio en la que se implica directamente el ejército bajo mando del duque del Parque. Esas tropas, combinadas en tres ejércitos españoles (el del Centro, La Mancha y Extremadura) tienen como objetivo expulsar a los franceses del centro de la Península y, especialmente, de la capital del reino, Madrid, consolidando así las operaciones victoriosas que han obligado a los ejércitos napoleónicos a evacuar todo el reino de Galicia en los meses anteriores.
Una vez más según la obra del conde de Toreno, en la Batalla de Tamames, celebrada el 18 de octubre de 1809, el general Mendizábal dará muestras de gran sangre fría y valor, poniendo pie a tierra de su montura para contener a las tropas que están a punto de romper la línea española y mantenerlas en sus puestos dando ejemplo y exhortándolas, apoyando así los esfuerzos del duque del Parque al que había sido asignado como segundo al mando y consiguiendo con ello que una posible derrota se convirtiera en una rotunda nueva victoria para las armas españolas leales al gobierno provisional.
Fruto de esas dos victorias será el encuentro subsiguiente de ese ejército con fuerzas francesas en la primera Batalla de Alba de Tormes, el 28 de noviembre de 1809. Las derrotas francesas en Talavera y El Carpio, movilizarán a las reservas napoleónicas estacionadas en torno a Valladolid, que salen en persecución del Ejército bajo mando del duque del Parque. Los hechos de esa jornada han estado sujetos a fuertes controversias desde la Historiografía española decimonónica. Tanto como la victoria de Talavera antecedente a los mismos que, además, han quedado fijados en la cultura popular mundial como hechos catastróficos para los españoles. Por ejemplo en novelas consideradas históricas y de gran difusión como las firmadas por el periodista inglés Bernard Cornwell.
Se ha hablado de tropas bisoñas y mal disciplinadas, entre otros factores. Extremo difícil de sustanciar teniendo en cuenta que algunas unidades presentes entre las tropas de Del Parque pueden remontar sus historiales hasta conflictos recientes en esa época y victoriosos, como los de la Guerra de Independencia de Estados Unidos en la que participarán algunos de ellos. Como es el caso del regimiento irlandés Hibernia, uno de los tres de esa nacionalidad al servicio de España.
Se habló también de falta de profesionalidad y conocimientos entre los mandos españoles. Nuevamente ese aserto resulta difícil de sostener una vez contrastado con la documentación disponible sobre generales al mando de esas tropas ese día como el propio Gabriel de Mendizábal e Iraeta. Y, de hecho, los mismos resultados de lo ocurrido en esta primera Batalla de Alba de Tormes vuelven a corroborar que, entre esos generales, sobran conocimientos estratégicos y tácticos suficientes para evitar que esa victoria parcial francesa se convierta en una nueva derrota española sin paliativos.
A ese respecto las órdenes de Gabriel de Mendizábal e Iraeta resultarán capitales sobre el campo de Alba de Tormes. Así, siguiendo la misma línea de acción que ya había puesto en práctica en Tamames, contendrá a las tropas sobre el terreno, evitando su desbandada y, en conjunción con otros oficiales allí presentes (los generales Cabrera, Losada y Belvedere), organizará varios cuadros de Infantería que repelerán tres cargas de la Caballería de élite francesa, de la división Kellermann, que hasta ese momento ha conocido un arrollador éxito en toda Europa en batallas como Austerlitz o Eylau.

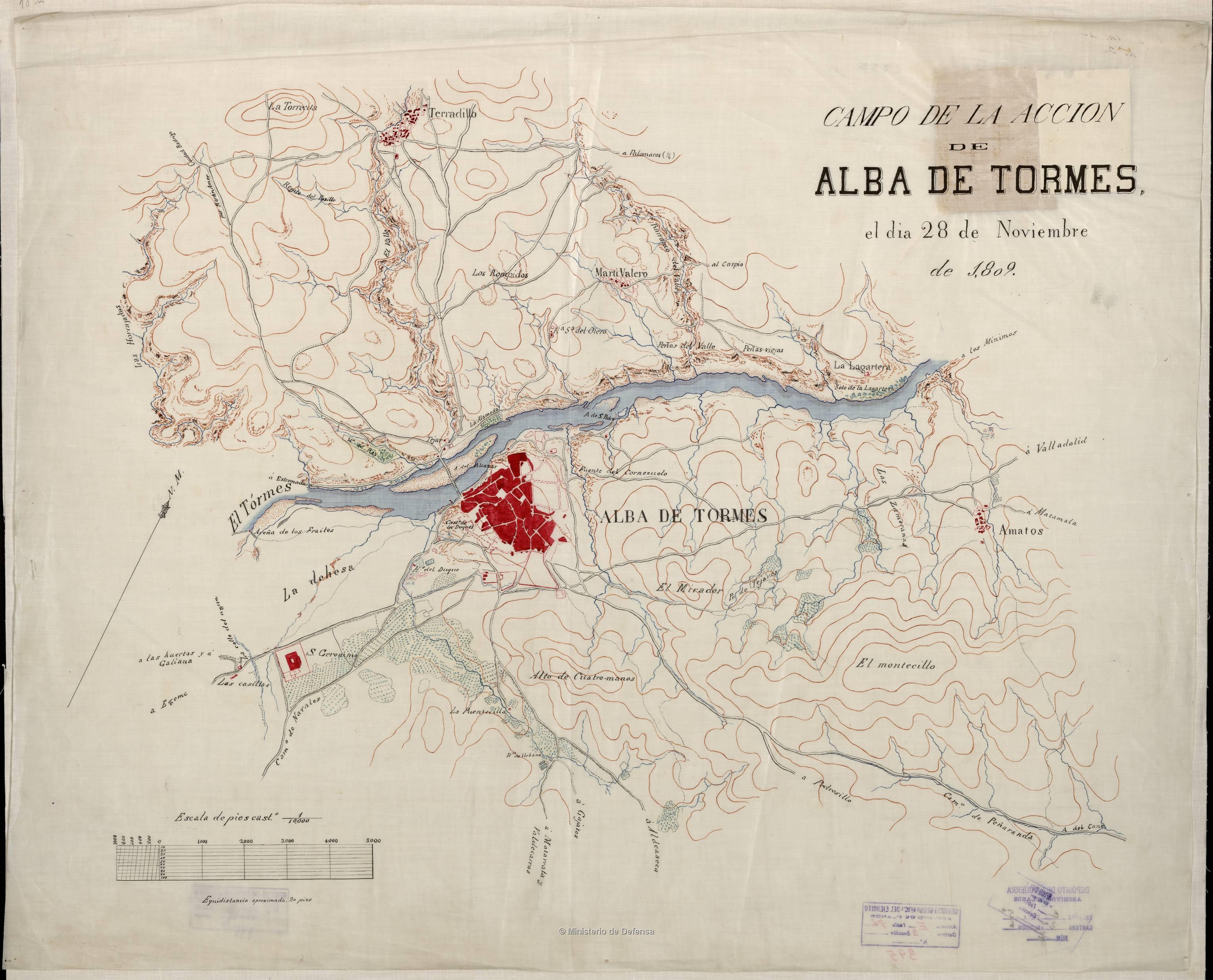
Campo de la Acción de Alba de Tormes el día 28 de noviembre de 1809. Biblioteca Virtual del Patrimonio Bibliográfico. Ubicación actual Cartoteca del Centro Geográfico del Ejército. Año de publicación 1848. Ministerio de Defensa.

Los cuadros resistirán a regimientos de una fama feroz, como el 3º de Húsares (los llamados Húsares Grises), así como a cazadores a caballo y dragones (estos últimos bajo mando del general Théodore François Millet). También desoirá Gabriel de Mendizábal, como mando supremo en esa orilla del Tormes, las intimaciones a rendirse lanzadas por esas tropas francesas al ver que los cuadros españoles resisten sus ataques. La retirada de los mismos al otro lado del puente sobre el Tormes sólo se hará, de manera ordenada y a la caída de la noche, cuando su posición es ya insostenible por la llegada de refuerzos de la Infantería y la Artillería en apoyo de esa división de Caballería francesa.
La batalla será así contada por los franceses como una victoria más que, de hecho, figura actualmente en el Arco de Triunfo de París, pero la victoria moral conseguida por los cuadros bajo mando de Mendizábal es innegable, extendiéndose la voz por las restantes tropas españolas leales al gobierno provisional como ejemplo de las cada vez más dudosas y frágiles victorias de los ejércitos napoleónicos en España.
Algo que es evidente si se considera que frente a la derrota de Ocaña las tropas españolas, dadas por desahuciadas tras la retirada del invierno de 1808 en compañía de las británicas, habían sumado en el primer tercio del año1809 hasta tres victorias consecutivas -solos o en compañía de sus aliados británicos- en Tamames, El Carpio y Talavera. Esa primera Batalla de Alba de Tormes, aparte de haber contenido, con los cuadros formados por Mendizábal, hasta tres veces una Caballería considerada invencible, no permitirá a Kellermann ningún avance significativo tras ella. Como la captura del Ejército del duque del Parque que se dispersará tras la retirada cubierta por esa acción de los cuadros de Infantería.
De hecho, tal y como nos dice la hoja de servicios de Gabriel de Mendizábal correspondiente a esas fechas y otra documentación del Archivo Histórico Nacional, en ese mismo año de 1809 el general continuará combatiendo en otros frentes de la Península. Así, tras el encuentro de Alba de Tormes, conduce a las tropas del Ejército de la Izquierda hacia Extremadura y seguirá presentando batalla con ellas al invasor napoleónico. En la acción de Bienvenida de ese año, por ejemplo, recibirá una nueva herida en combate. Concretamente será alcanzado por dos balazos. Uno que tan sólo le atraviesa el sombrero y un segundo que le producirá una fuerte contusión en un brazo.

### Asedio de Badajoz y Batalla de Gévora (1810-1811)
Esa acumulación de méritos militares valen a Gabriel de Mendizábal, en el año 1810, el nombramiento -por parte de las autoridades del gobierno provisional español- de capitán general de Extremadura con carácter interino, al fallecer el marqués de la Romana que estaba al mando del Ejército destinado en esas provincias con el fin de impedir que los franceses cortasen las comunicaciones de las fuerzas aliadas desplegadas en España y Portugal a través de las plazas fuertes de Badajoz y Elvas que, a su vez, permiten la comunicación con las líneas de Torres Vedras donde Wellington permanece atrincherado entre 1810 y 1811. Sin embargo en ese punto de la biografía de Gabriel de Mendizábal e Iraeta surge una cierta controversia. Se ha dicho que desempeñando ese puesto llevará a las tropas aliadas a una derrota sin paliativos, catastrófica, en la Batalla de Gévora -celebrada el 19 de febrero de 1811- al ignorar las órdenes de Wellington para efectuar el despliegue táctico sobre el campo combinándose con las fuerzas anglo-portuguesas.
Si revisamos diferente documentación, principalmente del Archivo Histórico Nacional, y la contrastamos con los “Dispatches” de Wellington donde se basa fundamentalmente ese relato, y con la hoja de servicios del general Mendizábal correspondiente a esas fechas, esa versión de los hechos queda ampliamente refutada.
Tras ese examen contrastado de fuentes todo apunta a que, en base a las observaciones sesgadas sobre la exclusividad como fuente documental de los Dispatches de Wellington por historiadores británicos, tanto del siglo XIX, como Charles Oman, o ya emplazados en una Historiografía propia del siglo XX, como Charles J. Esdaile, se ha redactado una versión de los hechos que considera esa batalla bajo un prisma que historiadores españoles como José Gregorio Cayuela Fernández y José Ángel Gallego Palomares han descrito, acertadamente, como “recreaciones parciales y poco encomiables de la participación del pueblo español y del Ejército en la guerra ”. El caso de lo ocurrido en la Batalla de Gévora y las críticas a la conducta del general Mendizábal en ella, encajan perfectamente con esa acertada crítica a una equivocada Historiografía británica que, como señalan ambos autores, tiende a malinterpretar los hechos, describirlos parcialmente y exaltar el papel de las tropas regulares británicas y, especialmente, de su comandante en jefe, Wellington, más allá de lo que permiten los hechos probados y contrastados en fuentes más diversas.
Así las responsabilidades de Mendizábal en la Batalla de Gévora se han magnificado al desligarlas de la correspondencia anterior y posterior al hecho sostenida por ese general tanto con Lord Wellington como con el gobierno español en Cádiz y, asimismo, de las consecuencias por lo sucedido reflejadas en otra documentación. Incluyendo las observaciones del propio Wellington en sus “Dispatches”.
Lo que se deduce de esa correspondencia de Mendizábal con la Regencia y las Cortes españolas, así como con otros actores de ese momento álgido de las guerras napoleónicas en la Península, indica que llega, en efecto, como segundo al mando del marqués de la Romana hasta la zona de Badajoz con el claro fin de evitar que esa fortaleza, de tan alto valor estratégico, caiga en manos francesas.
A partir de ese hecho, sin embargo, la versión más ampliamente aceptada sobre lo ocurrido en el sitio de Badajoz y, sobre todo, la Batalla de Gévora, se ha basado, hasta el presente, prácticamente en exclusiva en la opinión de Wellington evacuada en algunos de sus “Dispatches”. El general británico considerará en gran parte de esa correspondencia que su “memorándum”, con fecha de 20 de enero de 1811, acordado con el marqués de la Romana antes de su fallecimiento, había sido desoído. Principalmente en lo que respectaba a formar trincheras, incluso con sacos de arena, en las alturas que cubren la plaza de Badajoz desde el fuerte de San Cristóbal, clave para la defensa del paso del Guadiana que permitiría a los franceses estrechar el sitio sobre Badajoz y, finalmente, llevarlo a término con éxito.
Sin embargo hay correspondencia menos rotunda entre Mendizábal y otros mandos implicados en los hechos, respecto a qué se debía hacer en ese caso. Así hay documentación del Archivo Histórico Nacional donde se conservan cartas enviadas desde el cuartel general aliado, a resguardo tras las obras de Torres Vedras, que moderan un tanto esas afirmaciones de Wellington. Una de ellas escrita por el general Álava, que actúa ya como enlace entre las tropas británicas y españolas, tras el fallecimiento de la Romana. En ella manda a Gabriel de Mendizábal un recordatorio de esta cuestión. Esa carta, con casi total seguridad redactada a principios de febrero de 1811, tras la muerte de la Romana, está escrita en los términos más amistosos por parte de Álava, que califica de “Mi amadisimo Paysano” a Mendizábal, y le habla de manera mucho más laxa sobre qué se debería hacer ante el ejército francés que marcha contra Badajoz. Álava partía, además, de que las noticias que llegaban por el telégrafo óptico a Lisboa, donde está en esos momentos, indicaban que Gabriel de Mendizábal y sus tropas habían conseguido para entonces, 11 de febrero de 1811, mantener abierta la comunicación entre Badajoz y la plaza fuerte portuguesa de Elvas y que asimismo se había mandado, por Mendizábal, destruir el puente sobre el Gévora.
A continuación Álava señalaba que “Milord desearía” que Mendizábal ejecutase el plan acordado con el marqués de la Romana “en quanto pudiese”, pues sería muy beneficioso para operaciones que están en curso (que Álava no detalla) según le había comunicado el coronel Joseph O´Lawlor. Desde ese lenguaje impreciso, desiderativo más que directivo, Álava pasa a indicar a Mendizábal -de manera no mucho más precisa- que “Sera mui bueno y absolutamente necesario” que no se comprometa en ese frente ninguna acción salvo la que fuera inevitable y que pudiera ofrecer “ventaxas conocidas”. Pues las que Álava calificaba como “circunstancias” del momento y las “ideas concevidas” sobre ese teatro de operaciones, aconsejaban que se actuase así. Tanto para la seguridad de Badajoz, como para mantener la superioridad en la orilla derecha del Guadiana. Tras esto Álava no tenía más que añadir, salvo algunas noticias sobre la mejoría de su salud.
Como puede deducirse sin demasiada dificultad de ese texto, Álava, hablando por boca de Wellington, es consciente de que se deben cumplir unos mínimos en el despliegue en torno a Badajoz, pero teniendo en cuenta, como militar experimentado que era, la imposibilidad de ejecutar el plan preconcebido con toda exactitud en unas circunstancias que, sobre el terreno, podrían ser cambiantes.
Wellington, sin embargo, se mostrará mucho menos conciliador en su propia correspondencia. Al menos en la que va dirigida a su hermano Henry y otros personajes británicos implicados en las operaciones. Así en una carta de 13 de enero de 1811, por tanto anterior a ésta de Álava en la que se constataba que Mendizábal ya habría dado órdenes de volar el puente sobre el Gévora, Wellington desataba su ira contra el general Mendizábal y sus tropas ante su hermano, Henry Wellesley, que en esos momentos actuaba como embajador británico ante el gobierno español de Cádiz. Señalaba así el Lord que la conducta de los españoles en Extremadura sobrepasaba (en términos negativos) cualquier cosa que hubieran hecho anteriormente. Así, se quejaba Wellington, el ingeniero que se les había mandado, en lugar de volar puentes en Mérida y Medellín, se dedicaba a hacer objeciones sobre esa voladura y pedía órdenes. Otro tanto, decía el Lord, hacía Mendizábal y, entre exclamaciones, Wellington terminaba por señalar que mientras tanto los franceses ya habían ocupado un puente en Mérida.
Esa actitud colérica, algo errática y tendente a sacar conclusiones precipitadas o erróneas -ya constatada por algunos biógrafos de Wellington como Robert Andrews- propia del general británico en casos concretos como estos y en muchos otros, se hace menos comprensible aún en el caso de Mendizábal considerando las, a veces, tajantes instrucciones que Wellington imparte a ese mismo general con el que se irrita, sin embargo, en enero de 1811, por pedir nuevas órdenes con respecto a qué hacer con los puentes. Y todo ello, al parecer, sin tener presente la correspondencia de Mendizábal con el marqués de la Romana de 8 de enero, donde indicaba las objeciones del ingeniero Manuel Lemaur respecto a volar el puente de Mérida por la facilidad con la que los franceses podrían repararlo o soslayar la zona volada. Dos días después, el 11 de enero de 1811, Wellington indicaba en otra de sus cartas -ésta enviada al mariscal Beresford, al mando de las tropas portuguesas- que, de manera taxativa, había pedido al marqués de la Romana que ordenase a Mendizábal que mantuviera la derecha del Guadiana “as long as he can”. Es decir: hasta donde le fuera posible. Por otra parte, en esa misma carta a Beresford, Wellington asumía tanto que las tropas francesas podrían cruzar con éxito el Guadiana, como que, ante esa eventualidad, las fuerzas de Mendizábal y Ballesteros debían retirarse hacia la sierra de San Mamede, cubriendo el avance francés por el flanco derecho en tanto que las plazas fuertes y las guarniciones que se estableciesen en las mismas debían cubrir por la izquierda ese avance de Mortier.
Además de esas disposiciones que, sin embargo, venían a coincidir, más o menos, con lo que Mendizábal pone en práctica para su retirada tras la Batalla de Gévora, Wellington, se mostraba mal informado sobre la situación ante Badajoz. Así indicaba a Beresford que, caso de darse esa toma de la orilla derecha del Guadiana las tropas españolas debían retirarse hostigando (“annoy”) a la retaguardia de las francesas para volverse contra ellas apoyados por la brigada de Caballería de Madden que Wellington suponía se encontraba con Mendizábal en esos momentos. Extremo éste que más adelante se comprobaría como falso o erróneo. Nada extraño por otra parte si se considera la actitud de Madden que, en 8 de enero de 1811, Mendizábal exponía ante el marqués de la Romana, señalando que ese general inglés no sólo hacía caso omiso de sus órdenes, sino que además consumía raciones necesarias a la plaza de Badajoz y esparcía noticias falsas sobre la conducta de las tropas españolas bajo mando de Mendizábal en esos momentos.
Parece evidente, por estas muestras de correspondencia, que en los momentos previos a la Batalla de Gévora la actitud de Wellington, y sus indicaciones, o, más bien, órdenes para las tropas españolas, son un tanto erráticas y contradictorias con sus reacciones posteriores al enfrentamiento del 19 de febrero. Como vemos por la carta a Beresford de 11 de enero de 1811, el general británico contemplaba, sin mayor preocupación, la posibilidad de que, pese a todo, los franceses pudieran cruzar el Guadiana y emplazarse sobre Badajoz para sitiarla de facto, considerando -con la mente de fino estratega militar que se le atribuye habitualmente- que esa podría ser la evolución de los acontecimientos aun comportándose las tropas españolas con la mejor de las disposiciones.
Sin embargo correspondencia posterior del propio Wellington calificaba a esas mismas circunstancias como un verdadero desastre del que hay que culpar, exclusivamente, a generales españoles como Mendizábal.
Así puede verse en una nueva carta enviada desde la localidad portuguesa de Cartaxo con fecha de 23 de febrero de 1811. La misiva, dirigida una vez más a su hermano Henry, tiene un tono amargo y además preventivamente disculpaba a Madden y a su brigada de Caballería portuguesa que, finalmente, ha estado alineada con Mendizábal el 19 de febrero. Las quejas de Madden sobre sus bisoños soldados como sobre Mendizábal, le parecerán a Wellington enteramente aceptables. Tanto que indica a su hermano, cambiando una vez más de opinión con respecto a cartas anteriores -como la de 11 de enero- que la Caballería, una vez que pierde el orden, tiende a romper sus propias líneas y las de todo el Ejército, por lo cual él considera que debería mantenerse a esa Arma al margen de la acción tanto como sea posible.
Después, en esa misma carta, valorando lo ocurrido en Badajoz el 19 de febrero más allá de la implicación de oficiales británicos en los hechos, el Lord vuelve a contradecirse con lo señalada en su misiva de 11 de enero al decir a su hermano, literalmente, que la derrota de Mendizábal es una desgracia inesperada. Y la mayor que ha ocurrido hasta ahora a las fuerzas aliadas.Tras esto Wellington indica a su hermano Henry que estaba pensando en enviar una fuerza británica que, unida a la española, pudiera obligar a los franceses a levantar sus proyectos de asedio sobre Badajoz. Extremo del que, sin embargo, salta a un discurso insultante hacia los españoles indicando que planes como esos se hubieran podido llevar a cabo de no haber sido por la actitud de esas tropas. Algo que Wellington achaca a Mendizábal directamente de un modo realmente chocante, señalando a su hermano que aunque el general guipuzcoano se negó a atrincherarse tal y como se le había indicado -nueva contradicción del Lord no con su plan establecido con el marqués de la Romana, pero sí con su carta a Beresford de 11 de enero-, aun así, sin haberse atrincherado, podría haber evitado la victoria francesa si al menos no se hubiera dejado sorprender y que incluso habiendo sido sorprendido, si se hubiese retirado de la posición tal y como aseguraba poder hacer, la derrota no habría tenido lugar. En ese punto la carta de Wellington se aleja, evidentemente, de toda lógica, pues da por hecho que, en cualquier circunstancia táctica de las tres posibles que enumera, se podría haber evitado la victoria francesa. Incluso en aquella que finalmente adoptan las tropas de Mendizábal. Es decir: la de batirse en retirada como mejor permiten las circunstancias del momento.
Wellington también sostiene en esa misma carta a su hermano Henry que conoce como la palma de su mano el lugar de los hechos (“I know the ground as well as I know my own room”) y sabe que es la posición más fuerte que ofrece el terreno circundante a Badajoz. Lo cual hace, para él, menos explicable y disculpable la conducta de Mendizábal en esa Batalla de Gévora.
Un argumento bastante endeble y que ponen en duda otros documentos sobre los hechos. Unos que, además, serán recogidos en el mismo volumen de los “Dispatches” de Wellington en los que se cruzan estas otras cartas sobre el asunto de Gévora. Es el caso, por ejemplo, del informe que el mariscal Soult envía al príncipe de Wagram y Neuchâtel (es decir, al mariscal Berthier) con fecha de 22 de febrero de 1811. Ahí Soult dice que, entre el día 14 de febrero y el 17, el Guadiana había vuelto a su cauce y que eso hacia posible el paso del río a pesar de que los españoles habían hecho saltar ya el puente sobre el Gévora.
Reconoce Soult que en esos momentos las tropas bajo mando de Mendizábal estaban bien consolidadas en su campamento. Lo cual, sin embargo, no impide el avance francés hacía la plaza y el despliegue con varios morteros para atacar el centro del dispositivo español. El general al mando de esas piezas, Bourgeat, recibe el día 18 orden de bombardear las posiciones de Mendizábal con balas y obuses de 8 pulgadas a fin de obligarlas a retirar sus posiciones. Una maniobra que, como dice Soult, obtiene un resultado positivo desmontando los españoles sus tiendas y trasladándolas a más de 1200 toesas para rehacer allí otro campamento. Es más: Soult indica en este documento dirigido al príncipe de Wagram, que la posición en la que estaban las tropas de Mendizábal, en las alturas cerca del fuerte de San Cristóbal -recordemos que era la recomendada por Wellington- era temeraria y él, Soult, la ataca para hacer que esas tropas se arrepientan de haber tomado tal decisión.
Así el informe de Soult, pese a ser finalmente igual de despectivo hacia los españoles que las cartas de Wellington, sin embargo da claves interesantes sobre lo que realmente estaba ocurriendo en Badajoz en los momentos previos a la Batalla de Gévora. Queda claro en este documento que, por parte francesa, se ponen en juego recursos que hacen casi inútil toda posición fortificada como la que Wellington exigía que se hubiera dispuesto en ese lugar y momento.
Un ataque de obuses y bombas de mortero sobre fortificaciones efímeras hacía de éstas una trampa mortal en la que las tropas de Mendizábal podrían haber resistido, pero sólo a cambio de numerosas bajas inútiles. Así, probablemente de haber optado por los atrincheramientos propuestos por Wellington y haber resistido en ellos ese bombardeo, la crítica del Lord habría llegado por ese lado, cargando en ese caso sobre Mendizábal la imprudencia de atrincherarse inútilmente bajo fuego de mortero.
El informe de Soult también dejaba claro otro desmentido a las palabras de Wellington sobre la derrota de Gévora: las tropas españolas no habían sido cogidas desprevenidas, pues se habían retirado en orden ante el primer avance francés justo la víspera del 19 de febrero de 1811.
Los documentos españoles, aun siendo evidentemente una fuente parcial, refuerzan la escasa comprensión de Wellington de unos hechos que, a diferencia de los militares franceses y españoles presentes en el teatro de operaciones, está juzgando de memoria y desde la lejanía de Torres Vedras.
Así una carta remitida el 10 de febrero de 1811 por Gabriel de Mendizábal al gobierno español en Cádiz, señala como días antes del enfrentamiento del 19 había organizado ataques exitosos contra las tropas que Soult iba concentrando en torno al Gévora. En esta razón, dice Mendizábal, el día 9 había mandado hacer una salida desde Badajoz para mantener la comunicación entre esa plaza y las portuguesas de Elvas y Campomayor. El resultado había sido batir a las fuerzas de Caballería napoleónica que impedían esa comunicación y, además, obligar a esas tropas a cruzar nuevamente al otro lado del Gévora.
Esa carta añadía otros detalles que hacen aparecer bajo otra luz, distinta, los reproches de Wellington. Así Gabriel de Mendizábal indicaba que, gracias a esa operación, se había podido traer hasta Badajoz el dinero que la Regencia enviaba y un convoy de víveres “sin el menor impedimento”, manteniendo la Caballería española y la portuguesa abierta esa línea de comunicación.
Por otra parte el general vasco indicaba que él seguía controlando las alturas que dominaban el terreno bajo el fuerte de San Cristóbal y desde allí podía ver cómo las tropas de Soult habían comenzado los trabajos de Ingeniería necesarios para tomar Badajoz abriendo paralelas. Asimismo constataba que los franceses bombardeaban la plaza ya en esos momentos, aunque sólo podían hacer estos avances desde la orilla izquierda del Guadiana. En esa situación Mendizábal reiteraba a las autoridades españolas en Cádiz que esperaba ayuda de Wellington al que había pedido -hasta cuatro veces- que le enviase un cuerpo de Caballería de 500 jinetes al menos.
Con esa ayuda, según opinaba el general Mendizábal, sería posible hacer que Soult y Mortier se arrepintiesen de haber tenido el atrevimiento -esas son las palabras que Mendizábal utiliza- acercarse hasta Badajoz. Confiaba así en que ahora que al fin se había entregado el mando del fallecido marqués de la Romana al general Castaños, éste consiguiese en su viaje al cuartel general de Wellington que esa ayuda tan solicitada llegase finalmente.
Seis días después, el 16 de febrero, justo tres antes de la Batalla de Gévora, Mendizábal se ponía nuevamente en contacto con la Regencia para informar de la situación ante Badajoz. En esa nueva carta, una vez más, las impresiones de Wellington sobre lo que finalmente acabaría ocurriendo en ese sector del frente, se muestran un tanto infundadas y carentes de la ecuanimidad que le habría proporcionado una observación más atenta y cercana al lugar de los hechos.
Así Gabriel de Mendizábal e Iraeta, en esa carta de 16 de febrero de 1811, remitía a las autoridades españolas copias de oficios que, a su vez, él había remitido a Wellington sobre el estado en el que estaba Badajoz y el Ejército en esos momentos. En ellos constaba que la plaza se mantenía intacta pero que el Ejército debía ser reforzado con las tropas que se encontrasen en el condado de Niebla o en otros puntos y, al menos durante algunos días, por un contingente anglo-portugués. También pedía que Wellington condescendiera a enviar víveres. Con todo ello Mendizábal esperaba que se pudiera levantar el cerco que los franceses iban estrechando sobre Badajoz.
Asimismo indicaba el general Mendizábal en esa carta que, a causa de la que le había enviado el general Álava, se mantenía a la expectativa en el campamento de San Cristóbal, tal y como se le pedía. Tan sólo actuaría caso de que la Caballería no pudiera mantener abierta la comunicación y que el enemigo estuviera en condiciones de atacar con ventaja la posición que ocupaba.
Parece así evidente, por estas detalladas y bien sustanciadas cartas, que Gabriel de Mendizábal e Iraeta, en lugar de desobedecer órdenes, o indicaciones, de Wellington se habría atenido, hasta donde fue posible, a ellas.
Esa carta de 16 de febrero también revela que el general vasco difícilmente pudo ser sorprendido el 19, tal y como constataba categóricamente Wellington en la carta de 23 de febrero de 1811 a su hermano Henry.
Aparte de remitir todas estas indicaciones al gobierno español en Cádiz, Mendizábal señalaba en esa misma carta de 16 de febrero que había pedido ayuda no sólo a Wellington, al que tenía al tanto de la situación, sino a Julián Sánchez y su unidad de Caballería y al general Ballesteros, que se encontraba en Ayamonte. Todo ello con el fin de conseguir defender la plaza y levantar el sitio.
De Ballesteros o de Julián Sánchez, Mendizábal esperaba, según todos los indicios que da en esta carta, lo mismo que esperaba de los anglo-portugueses. Es decir: que coordinasen sus fuerzas con las acampadas ante Badajoz siquiera por unos pocos días, bastándole al general bergarrara incluso que tan sólo atacasen los convoyes de municiones y víveres a retaguardia del enemigo, para dificultar sus operaciones sobre aquella importante plaza fuerte extremeña.
En correspondencia posterior, una vez más con las autoridades españolas en Cádiz, se descubría también que Mendizábal se encuentra el día 19 de febrero en Elvas, desde donde escribe a la Regencia remitiendo a José de Heredia (su corresponsal habitual con esa institución) una carta en la que explica lo sucedido junto al Gévora ese mismo día. El general Mendizábal señala ahí que el movimiento de Soult era prácticamente imposible de detectar.
La explicación de esa afirmación consistía en que, por un lado, el día 9 - como el general Mendizábal recuerda en esta misma carta- se había obligado a la Caballería francesa a desalojar la orilla derecha del Guadiana y el Gévora. Por otra parte, la torre-vigía de Badajoz había señalado que los franceses sólo intentaban construir barcas evidentemente para hacer pasar a su Infantería y Artillería. Ambas circunstancias indicaban por tanto que Soult y Mortier no parecían en condiciones lógicas de lanzar un ataque masivo el día 19 de febrero.
Pese a que el ataque se dio finalmente, ese retroceso de la Caballería francesa y los informes de la torre-vigía pacense, que indicaban que no había medios materiales para el paso de los ríos, sumados a una densa niebla, habían impedido que las avanzadas españolas ante Badajoz pudieran determinar de qué magnitud era ese ataque. Sólo se pudo, como reconoce Mendizábal en esta carta de 19 de febrero de 1811 dirigida a José de Heredia, comprometer una “accion general” en la que se luchó, como indica este general, “con bizarria” y sin ceder el terreno hasta que los cuadros formados para contener a la Caballería y la Infantería francesa fueron barridos por la Artillería que, como las demás tropas de Soult, habían cruzado a la orilla derecha del Gévora al amparo de esa densa niebla que se había formado esa noche del 18 al 19 de febrero.
Además de esto el general Mendizábal, sin minimizar la derrota, indicaba en esa correspondencia que buena parte de la Caballería y la Infantería aliada había logrado eludir la misma retirándose a Elvas y confiaba en que otros efectivos lo lograsen también, replegándose a Badajoz al estar cortado el paso a Elvas por la Caballería francesa.
Esta correspondencia deja así esclarecido que el Ejército apostado bajo las órdenes de Mendizábal en torno a estas plazas fuertes española y portuguesa había sido batido esa madrugada del 19 de febrero de 1811, pero estaba lejos de haber sido completamente neutralizado tal y como aparece en las versiones de los hechos basadas exclusivamente en la correspondencia de Wellington o en la de Soult. De hecho Mendizábal cuenta en esa misma carta de 19 de febrero de 1811 que, en esos momentos críticos, había dado orden al gobernador de la guarnición de Badajoz de hacer una salida para atacar el flanco izquierdo francés que, según deducía, en esos momentos se encontraría debilitado al haberse concentrado las fuerzas contra la vanguardia española. Esto contradecía enteramente a otras fuentes sobre los hechos, como el informe de Soult que indicaba que Mendizábal y otros generales españoles simplemente habían huido del segundo cuadro de Infantería cuando éste colapsó bajo la Artillería.
La derrota catastrófica que se deduce en exclusiva de los escritos de Wellington o de los del mariscal Soult, por lo tanto no se habría producido de acuerdo a esta otra fuente de parte española. La correspondencia de Mendizábal reconoce así que no se había podido impedir el cruce del Guadiana y el Gévora por más tiempo a partir del 19 de febrero, pero las tropas bajo su mando, lejos de dispersarse en su totalidad, se habían concentrado en la defensa de Badajoz y Elvas, que eran el objetivo principal de esa campaña. Como se deduce también de esta carta de 19 de febrero de 1811, en la que Mendizábal señala que en el momento en el que se produce el exitoso -para los franceses- cruce de los ríos y ataque general contra la vanguardia española, él se encontraba evacuando la plaza de enfermos y heridos y del puente de barcas y cualquier otra cosa que pudiera estorbar la defensa de la plaza y, asimismo, traer a ella cuanto fuera útil.
Otra carta fechada en el campo de San Cristóbal el 14 de febrero de 1811, prueba además que Mendizábal ya había hecho llegar a Wellington, por medio del edecán del marqués de Melgarejo, un completo informe de cuál era la situación en Badajoz, rogándole que, dada la importancia de esa plaza para la que el general vasco llamaba “nuestra cordial y verdadera alianza”, le enviase unos refuerzos que serían capitales en el caso de que se diese un enfrentamiento como el que, al final, tendrá lugar el 19 de febrero. El resultado de esa carta, como informaba Mendizábal a la Regencia el 17 de febrero a través, una vez más, de José de Heredia, había sido nulo, señalando categóricamente que nada se podía esperar de Wellington -al que se refiere como “aquel General”- pese a que el inglés ya había sido informado de la situación de Badajoz y haber ido disminuyendo la petición de ayuda a tan sólo un cuerpo de 500 caballos. Según esa misma carta Mendizábal tampoco sabía nada del general Ballesteros y de la partida de Julián Sánchez en esos momentos inmediatos a la Batalla de Gévora y temía que Sánchez cayera ante fuerzas de Caballería francesa muy superiores.
Días después, el 24 de febrero, cuando los franceses han dispersado las líneas de defensa españolas en las inmediaciones de Badajoz tras la acción en torno al Gévora, Mendizábal tendrá una nueva ocasión de esclarecer a la Regencia de Cádiz diversos detalles respecto a lo sucedido allí el 19 de febrero. Indicaba así, en primer y más importante lugar, en esa carta de 24 de febrero -remitida de nuevo a José de Heredia-, que las operaciones que había podido desarrollar eran lo “analogo” a lo que se deducía de las intenciones y proyectos de Wellington expresadas por el general británico en dos oficios de los que remitía copia a la Regencia.
En esa misma carta y párrafo el general Mendizábal indicaba también que el resultado de la acción en torno al Gévora hubiera sido “mui feliz” de haber contado con la presencia de, al menos, un cuerpo de Caballería enviado por Wellington. Uno que, como se ve en otra correspondencia, Mendizábal había pedido en reiteradas ocasiones al general británico. Esta correspondencia, por otra parte, adquiere otra claridad cuando se consideran otras cartas en las que se ve cómo, ya desde un mes antes, Gabriel de Mendizábal e Iraeta había estado avisando de la grave situación que se vivía en torno a la plaza de Badajoz y como ésta se podía ver perdida no ya por una batalla o encuentro como el de Gévora, sino por la caída de plazas fuertes cercanas. Como la de Olivenza que el marqués de la Romana le había ordenado liberar del asedio que sufría y que, para el 22 de enero, Mendizábal veía no sólo en peligro de caer en manos francesas, sino en el de permitir que así se capturasen 3000 soldados españoles de su guarnición que él, según pedía a la Regencia, trataría de sacar de allí, en una salida que, por desesperada que pudiera parecer, veía como la única acción razonable y posible en aquellas circunstancias. Unas en las que el Alto Mando portugués en el Alentejo le había negado su ayuda por carecer de órdenes de Lisboa en ese momento.
El general Mendizábal también señalaba en su carta de 24 de febrero que la ayuda reiteradamente pedida a Julián Sánchez y otros “Partidarios” (léase “guerrilleros”) que se encontraban en las cercanías de Badajoz, no había, finalmente, llegado a tiempo. Asimismo tampoco había podido contar con la de la división al mando del general Ballesteros, que le había asegurado no poder hacer más que hostigar a los franceses desde Jerez de los Caballeros. Obviamente esta carta de Mendizábal de 24 de febrero, incluso habida cuenta de su afán por exculparse, muestra que el general vasco, lejos de ser sorprendido o de haber desoído consejos capitales por parte de Wellington -como éste sostenía en su propia correspondencia- había hecho todo cuanto estaba en su mano para evitar que el asedio sobre Badajoz se estrechase y eso sin contar con una ayuda que Gabriel de Mendizábal e Iraeta había solicitado muchos días antes del encuentro en torno al Gévora, avisando además de que ésta sería fundamental para el buen resultado de esa acción.
Por otra parte, la Batalla de Gévora supondría poco con respecto al fracaso o el éxito del asedio a Badajoz. Tras la retirada desde el campo de batalla el 19 de febrero, tanto las guarniciones de Elvas como las de Badajoz quedaban reforzadas por esas tropas que no habían caído en el campo de batalla.
Asimismo los informes que el mismo Mendizábal remitía, señalaban que esta última plaza, Badajoz, independientemente del resultado de la “accion general” desafortunada de la mañana de 19 de febrero, estaba en disposición de resistir durante largo tiempo el asedio de Soult y de recibir así refuerzos que pusieran en jaque esa operación. Unos refuerzos solicitados desde enero por Mendizabal para impedir el paso de los franceses en el Caya, el Guadiana y el Gévora y, en última instancia, para evitar la toma de Badajoz que, en ninguno de ambos casos, iban a llegar. Ese sería, pues, el verdadero y único alcance de la que se ha llamado “Batalla de Gévora” por lo que respecta a las responsabilidades de Gabriel de Mendizábal e Iraeta en esa derrota considerada, por apreciaciones erróneas y basadas en estudios documentales parciales, como catastrófica.
El relato de esa batalla que hace uno de los oficiales bajo el mando de Gabriel de Mendizábal -el general Martín de la Carrera- sería otro ejemplo que deja en evidencia esa apreciación parcial y errónea de lo ocurrido en esa batalla si se compara con las impresiones de 23 de febrero de Wellington en carta a su hermano Henry y, también, con el tono triunfalista del informe de Soult al príncipe de Wagram.
El escrito de Martín de la Carrera está hecho el mismo 19 de febrero de 1811, firmado en el campo ante la plaza fuerte portuguesa de Elvas hasta donde se ha retirado. En él consigna un vívido relato de lo acontecido ese día, comenzando por el avance que lleva a cabo sobre el campo de batalla con el cuadro de Infantería que Mendizábal le había mandado formar. Con él, dice De la Carrera, debía apoyar a la vanguardia, que se batía en esos momentos “vizarramente” y a la primera brigada de la primera división española que ya había entrado en acción en apoyo de esa vanguardia. Dice el general De la Carrera que ese cuadro de Infantería se comportó con orden y resistió incluso el “fuego de cañon” francés y “alguna (que) otra Granada” lanzada a sus líneas.
El cuadro sólo flaqueó cuando la Artillería lo tuvo al alcance de los proyectiles de metralla. Con cuatro disparos de estos, dice De la Carrera, derribaron el lado del cuadro que miraba hacia Badajoz. A esto siguió cierto desorden que llevó a Martín de la Carrera a desviarse buscando apoyo hacia la zona de la Atalaya próxima a Badajoz, para eludir una carga de Caballería francesa en la que reconoce que mucha gente fue acuchillada y otra parte obligada a rendir las armas.
Sin embargo, al contrario de la escena de confusión y desbandada total de las tropas españolas que describe la correspondencia de Wellington y el informe de Soult, el general De la Carrera dice que logra mantener bastantes tropas en línea como para que el regimiento de la Unión, bajo mando del entonces coronel Pablo Morillo, les permita rehacerse. La acción de Morillo -que será, además, uno de los generales que acompañe a Wellington en la invasión de Francia en el invierno de 1814- estaba comprometiendo ya de hecho el ataque de la Caballería francesa, a la que había sorprendido a retaguardia.
Gracias a ese movimiento de Pablo Morillo y su regimiento de la Unión, Martín de la Carrera rehace a las tropas desbandadas y, junto con el brigadier Carlos de España, consigue, como señala él mismo, pasar el segundo vado del rio Caya “militarmente”. Es decir: al frente de una tropa en orden y no en desbandada. Allí, de hecho, De la Carrera imparte órdenes destinadas a desbaratar, en lo posible, las acciones de las tropas de Soult que ya han cruzado hacia la orilla derecha del Guadiana.
A ese respecto, dice Martín de la Carrera, manda quemar tres barcas del puente que se estaban trasladando desde Badajoz hacia Elvas y da órdenes al contingente de Caballería española y portuguesa para que contengan a la francesa. La acción no podrá llevarse a cabo porque, como señala De la Carrera, las superiores fuerzas francesas -400 caballos frente a 250 de los aliados- arrollan ese dispositivo que él estaba intentado organizar.
Pero aun así la Infantería de Martín de la Carrera logra contener esa nueva carga de Caballería haciéndole frente a bayoneta calada. Aquí, al igual que ocurre en la primera Batalla de Alba de Tormes, la afamada Caballería francesa será contenida por el dispositivo ordenado por Mendizábal y ejecutado ese 19 de febrero, sobre el terreno, por De la Carrera. Señala así éste que, tras perseguir a la Caballería portuguesa y española que se bate en retirada, la francesa se limita a observar de lejos el movimiento retrogrado de las líneas de Infantería española. En esa formación llegarán hasta la que este oficial describe como la atalaya más cercana a Elvas. Allí da orden a cien de sus hombres para que tomen esa posición. Acción que se lleva a cabo con éxito pese a que los franceses redoblan sus ataques desde todos los flancos. En vano en este caso porque, como señala Martín de la Carrera, las tropas de Soult pagan bien cara la osadía de haberse acercado “hasta nuestras vayonetas”. Según De La Carrera muchos efectivos franceses caen en ese ataque y el resto debe batirse en retirada.
De hecho Martín de la Carrera y las tropas que ha retirado del campo de la que se ha acabado denominando “Batalla de Gévora”, tienen tal control del terreno en las inmediaciones de Elvas que podrán marchar libremente por los campos de olivares de esa plaza portuguesa, frontera a Badajoz, parar para descansar y hasta formar listas para distinguir a los integrantes del regimiento de la Unión. Unidad cuyo valor en esta ocasión quiere destacar De la Carrera ante el general Mendizábal, pidiendo para ellos un escudo de distinción por su comportamiento durante esa retirada que, en definitiva, salva una buena cantidad de tropas e incluso hace retroceder a la Infantería de Soult.
La situación que se encuentra Martín de la Carrera en Elvas no parece tan desesperada, una vez más, como la relatada en la correspondencia de Wellington o Soult. Señala así que encuentra bajo la defensa del glacis de Elvas incluso los bagajes de las tropas que se han retirado y parte de las que se habían dispersado tras la acción.
La Regencia, por su parte, en su correspondencia posterior a ese 19 de febrero de 1811, no encuentra nada que pueda reprocharse a Gabriel de Mendizábal e Iraeta. Así, en su carta al general bergarrara de 25 de febrero, aprobaba las noticias que se habían remitido desde Badajoz con respecto a rechazar el ataque de la Caballería francesa el 9 de ese mes y la petición de ayuda a Wellington para sostener la plaza que estaba siendo cada vez más estrechamente asediada.
Asimismo en otra carta de 25 de febrero de 1811 que el Consejo de Regencia dirige al secretario de las Cortes Constituyentes, se comunicaba todo lo ocurrido el 19 de febrero de 1811 sin que se señalase a Mendizábal como culpable de haber sido derrotado en una batalla decisiva. Así ese documento lo sigue calificando como teniente general y general en jefe interino del 5º Ejército. Para la Regencia, por otra parte, lo ocurrido el 19 de febrero se limitaba a endosar y respaldar lo que Mendizábal había informado en cartas anteriores. Es decir: que mientras evacuaba la plaza de Badajoz de todo lo que pudiera estorbar su defensa, en la madrugada del 19 de febrero había sido atacado por fuerzas superiores francesas. En especial de Caballería. El resultado final, pese a la “vigorosa defensa” de las tropas españolas (como dice esta carta de 25 de febrero firmada por la Regencia), había sido una retirada de Mendizábal hacia la plaza de Elvas “con bastante perdida” sin que eso impidiera que las tropas bajo mando de Martín de la Carrera, el brigadier Carlos de España y, en especial, el regimiento de la Unión de Pablo Morillo, se distinguiesen por su valor en esa acción.
La carta de los dos diputados secretarios de las Cortes al recibo de estas noticias, con fecha en Cádiz el 28 de febrero de 1811, ni siquiera mencionaba a Gabriel de Mendizábal. Tan sólo señalaba que la acción ocurrida el día 19 en los campos de Santa Engracia, junto a Badajoz, afligía a las Cortes y se había decidido así que el Consejo de Regencia socorriera a esa plaza capital para la causa aliada tan pronto como fuera posible y con los mayores medios a su alcance, poniéndose de acuerdo si era preciso con el embajador británico en Cádiz por tratarse de algo tan importante a  a causa común. Al margen de esta carta se apuntaba que el general Castaños, que iba a tomar el mando del 5º Ejército, estaba al tanto de todo ello y cómo se debía comunicar a Lord Wellington. Ciertamente el mismo enlace con Wellington, el general Álava, informando al Estado Mayor español en una carta fechada en Cartaxo el 23 de febrero de 1811 - llena de confidencias sobre la mala relación de Jerónimo Bonaparte y el propio José Bonaparte hacia su hermano Napoleón- ya había dado nuevas muestras de la confianza que se mantiene hacia Gabriel de Mendizábal, al cual se le sigue dando rango de general sin la menor objeción. Asimismo esa carta de Álava contenía órdenes directas para que se reforzase la plaza de Montemayor, sin considerar, en ningún momento, que la caída de Badajoz en manos de Soult fuera a depender de otra cosa que la resistencia de la guarnición acantonada allí desde la retirada del día 19 y de la llegada de los refuerzos aliados desde Portugal según un plan ya previsto.
Wellington, al menos en su correspondencia con las autoridades españolas, tampoco parecía tener nada que objetar a lo ocurrido el 19 de febrero. Así, en una carta con fecha de 26 de febrero, se abismaba en recomendaciones sobre qué se podría hacer en el frente tras lo ocurrido el día 19 pero sin añadir protesta alguna, en absoluto, al hecho de que Mendizábal siguiera al frente del 5º Ejército. Así Wellington pedía estar informado sobre la Caballería y Artillería disponible en ese sector del frente, aseguraba ir a proporcionar cuanto fuera necesario para el sitio de Badajoz y tan solo llamaba la atención, tanto de las autoridades españolas como del general Mendizábal, sobre la necesidad de proteger la plaza portuguesa de Montemayor que el británico ve tan esencial como Badajoz. Por lo demás su ayuda para llevar a cabo todo esto se reducía en ese momento, 26 de febrero, en lo práctico, a facilitar al embajador español en Lisboa mil fusiles, con su equipo correspondiente de correajes, cartucheras…, así como mil pares de zapatos para las unidades españolas en ese frente, recomendando asimismo que se mantuviera la disciplina y se evitasen los saqueos.
Una carta fechada en Cádiz el 10 de marzo de 1811 muestra que las autoridades españolas tampoco habían retirado, para entonces, ninguna confianza a Gabriel de Mendizábal e Iraeta que, según se deduce de esta correspondencia, sigue ostentando el mando en ese sector sin más desdoro más allá de que el remitente olvida dirigirse a él con el “Excelentísimo señor” de uso habitual para los generales españoles. Así esa autoridad gaditana se limitaba, pues, a informar al general de que la Regencia estaba enterada de la marcha de los acontecimientos y de que “Lord Wellington” se avenía a prestar ayuda a Badajoz bajo ciertas condiciones.
Otra carta fechada en Cádiz el 13 de marzo de 1811 reiteraba esa confianza de las autoridades gaditanas en la labor de Mendizábal, indicando que, basándose en el parte que enviaba el gobernador de Badajoz, se esperaba poder resistir y levantar el asedio fiando en los buenos oficios tanto de Mendizábal como de la guarnición y vecindario.
A la vista de esta numerosa documentación parece evidente que la llamada Batalla de Gévora, aun suponiendo un serio golpe para los ejércitos españoles, está lejos de ser el desastre que habitualmente se ha descrito a partir de un uso parcial de las fuentes o sin apelar a las españolas. Parece también evidente, por esa misma documentación, que la toma de Badajoz no dependerá de los sucesos del día 19, que el Ejército español en la zona bajo mando de Gabriel de Mendizábal no huye en desbandada sino que presenta una resistencia eficaz y se rehace lo suficiente para mantener Badajoz hasta que es entregada no por decisión de Mendizábal sino por una controvertida capitulación ordenada por el general Imaz, que sustituirá a Rafael Menacho a su muerte.
La persistencia, hasta la actualidad, de esa interpretación sesgada, catastrofista, de los hechos del 19 de febrero de 1811 debería también ser achacada, aparte de a ese mal manejo de las fuentes documentales, a una campaña de desprestigio hacia la figura de Gabriel de Mendizábal e Iraeta que comenzará en Cádiz por parte de ciertos sectores políticos extremistas que, según todos los indicios, retroalimentan algunas envidias profesionales en el Ejército español de la época.
Ambos fenómenos han sido bien descritos aunque, sin embargo, no parecen haber sido tenidos en cuenta a la hora de valorar con mayor exactitud histórica los hechos de la llamada “Batalla de Gévora”.
El origen de la difamación de Mendizábal como responsable de una gran catástrofe militar en el Gévora, el 19 de febrero de 1811, parece haber partido sobre todo de la publicación conocida como “El Robespierre español”.
Ese periódico era propiedad de Pedro Pascasio Fernández Sardinó, un médico militar con un brillante currículum en distintas materias -Retórica, Matemáticas, Química, Física experimental- obtenido entre finales del siglo XVIII y comienzos del XIX en instituciones tan prestigiosas como la Academia de San Fernando, la Universidad de Alcalá y el Real Seminario de Nobles de Madrid. El estallido de la fase española de las guerras napoleónicas contribuirá a su radicalización política, situándose en el segmento de los llamados liberales “exaltados”. Algo patente en publicaciones como “El Robespierre español” que aparece cuando Fernández Sardinó se refugia primero en la Isla de León y más tarde en Cádiz tras haber recorrido el frente en Extremadura -donde inicia su carrera como médico militar y contrae matrimonio con la portuguesa María del Carmen Silva- y haber vivido en la clandestinidad en el Madrid ocupado.
De esa biografía emana, pues, la acerba crítica que Fernández Sardinó verterá contra Mendizábal y otros generales involucrados en la Batalla de Gévora, acusándoles de cobardía y sugiriendo que, tras nuevas derrotas, siempre podrían huir a América.
Las acusaciones contra Mendizábal por los sucesos de Gévora por tanto parecen no tener otro fundamento que el de las, en ocasiones, hiperbólicas reacciones de Wellington y el de estas críticas debidas a alguien de indudable inteligencia y sólida formación, pero de talante exaltado -de hecho, sus publicaciones acabarán costándole un arresto incluso en la liberal Cádiz del momento- y, por otra parte, refugiado en Cádiz tras haber abandonado el frente extremeño.
Sin embargo acusaciones como las vertidas en “El Robespierre español” parecen haber hecho fortuna en determinados mandos del Ejército español de la época. Tal y como revelan otras publicaciones realizadas también en Cádiz. 
Concretamente el pequeño folleto titulado “EL GOBIERNO INJURIADO E INDICADA DEFENSA A LA PERFIDIA DECLARADA CONTRA EL EXCELENTISIMO SEÑOR DON GABRIEL DE MENDIZABAL Y OTROS DIGNOS GENERALES ESPAÑOLES”, escrito por uno de los oficiales que habían servido con el general Mendizábal, que se mantiene anónimo y da ese escrito a la Imprenta Real de Cádiz en el año 1812, donde señala lo infundado de las críticas a Gabriel de Mendizábal e Iraeta, demostrado no por opiniones sino por hechos como el brillante desempeño militar del general vasco en fechas posteriores a la Batalla de Gévora que ese anónimo autor va señalando punto por punto en ese escrito.
Ciertamente el resto de acciones militares en las que se verá involucrado el general Mendizábal tras la rendición de Badajoz en el año 1811, demuestran que ni ha perdido ni renunciado a su mando de general y que desde ese momento no conoce nuevas derrotas que puedan acumularle nuevas críticas como las de “El Robespierre español”.
Pese a eso, al igual que lo ocurrido realmente en Gévora el 19 de febrero de 1811, una suerte de leyenda ha rodeado la participación de Gabriel de Mendizábal e Iraeta en la posterior Batalla de La Albuera del 16 de mayo de 1811, en la que las fuerzas aliadas bajo mando del mariscal británico Beresford, infligirán una notable derrota a Soult, que regresa a Badajoz con intención de levantar el sitio a esa plaza ocupada después de la rendición aceptada por el general Imaz en marzo de ese mismo año.
Dicha leyenda parece estar directamente relacionada con el alcance real que se ha otorgado a los acontecimientos de la llamada Batalla de Gévora y así bien parece tener su origen en la denuncia de “El Robespierre español” endosada por algunos de los primeros historiadores de las guerras napoleónicas en España. Ese sería el caso de Miguel Agustín Príncipe, que en el volumen tercero de su Historia de la que él describe como “Guerra de la Independencia”, señalaba que Gabriel de Mendizábal, antes de aceptar el mando del Séptimo Ejército en la zona Norte de la Península, acudirá al campo de batalla de La Albuera para “lavar la mancha” por la “aciaga” acción de Gévora presentándose “voluntariamente” y en calidad de “soldado raso”.
La documentación de época, sin embargo, deja claro que las afirmaciones de Príncipe son una mera exageración, pues en ella Mendizábal aparece ostentando rango de teniente general reconocido por los mandos del Ejército español que, bajo las órdenes de Castaños y Joaquín Blake, concurren a la Batalla de La Albuera.
Blake mismo explica con exactitud cuál será, en definitiva, el papel que juega Gabriel de Mendizábal e Iraeta en esa batalla. Indica así en una postdata de una carta enviada a la Regencia con fecha de 11 de junio de 1811 que, aunque en principio no pensaba dar cuenta de aquellos hechos, no podía pasar por alto el gran papel jugado por el que llama “Teniente General Dn. Gabriel Mendizábal”. Blake añade a esto que este oficial concurre allí “Sin funciones precisas”, tan sólo con el deseo de contribuir a la victoria aliada. Así guiado por el que Blake llama su “bien notorio patriotismo”, actuará en los puestos de mayor riesgo “como General, como Ayudante, ó como (simple) voluntario”, animando tanto a soldados como oficiales “con sus exhortaciones, y con el exemplo de su valor” dirigiéndose unas veces por su propio criterio y otras por encargo de Blake a los puntos en los que la acción es “mas acalorada” o donde “se creia dudosa”. Una actitud que lleva ese día al general Mendizábal a enfrentarse a unidades de la élite napoleónica como los Lanceros polacos (o del Vístula) o el segundo regimiento de húsares del célebre Lasalle contra los que ya había combatido en Gévora y a los que se enfrenta ahora con éxito en La Albuera y, años más tarde, en la Batalla de Toulouse, en abril de 1814.
Esta documentación confirma pues que técnicamente el papel que juega Mendizábal en esa batalla, más allá de su deseo de no permanecer inactivo durante una acción en la que no se le ha asignado mando, sería el de un ayuda de campo de Blake -en un papel muy similar al de Álava en Waterloo respecto a Wellington, por ejemplo- siendo así evidente que no había sido degradado -o autodegradado- al rango de soldado raso, como se ha repetido al menos desde 1847 con versiones cada vez más deformadas.
Tanto ese documento, como su hoja de servicios correspondiente a la fecha, como la sesión secreta de 21 de junio de 1811 de las Cortes Constituyentes, consideran su papel en la Batalla de la Albuera como meritorio. Así las autoridades gaditanas, en base a este panegírico de Blake, le concederán rango de “Benemérito de la Patria” y un sable de honor por esas acciones de valor en la batalla de La Albuera.
El acta de la sesión secreta de 21 de junio es la más equívoca de esas fuentes sobre si realmente Mendizábal había sido degradado de su mando tras la rendición de Badajoz de la que, en definitiva, no había sido responsable. Esa acta, al utilizar la palabra “reposición” relativa a Mendizábal podría haber dado pábulo a la idea, un tanto romántica, de su degradación y una posterior rehabilitación tras los hechos de La Albuera. Sin embargo el contexto correcto de ese término, “reposición”, en el acta de la sesión secreta de las Cortes debe ser entendido como la recuperación de la salud física del general, muy deteriorada tras los hechos de 19 de febrero y la batalla del 16 de mayo, como indica ese mismo documento (lo cual, dicen esas Cortes, hacía recomendable que se incorporase ya a su mando como comandante en jefe del Séptimo Ejército español). Todo ello, en definitiva, vendría a corroborar lo dicho, más categóricamente, por Joaquín Blake en la postdata de su carta a la Regencia de 11 de junio de 1811.
La hoja de servicios del general Mendizábal para esa fecha también corrobora lo dicho por Blake al indicar que concurre a la Batalla de La Albuera a caballo, como era preceptivo en toda la oficialidad de la época. El papel, más o menos meritorio en cada acción de las detalladas en esas hojas de servicios, se calificaba precisamente por el hecho de ser alcanzada -o no- la montura o las remontas de dichos oficiales. En el caso de Mendizábal en La Albuera su hoja de servicios hará constar ese detalle reservado a la calificación de los méritos de los oficiales en acción de primera línea. Como desmentido final de esa mitificación del papel del general Mendizábal en La Albuera como soldado raso -degradado o autodegradado- otros documentos, de archivos privados, indican, con fecha de un mes antes de la Batalla de La Albuera, que, de hecho, a Gabriel de Mendizábal se le había concedido ya el mando del Séptimo Ejército en el Norte de la Península. Decisión, por otra parte, muy celebrada en el territorio, ya liberado, del Reino de Galicia.
Así Gabriel de Mendizábal e Iraeta, asumirá a partir del mes de julio de 1811 -dos meses después de la Batalla de La Albuera- ese mando del Séptimo Ejército español en una extensa franja que va desde Galicia hasta la frontera de Aragón. Al frente del mismo tendrá un notable desempeño en ese teatro de operaciones entre ese verano de 1811 y diciembre de 1812, cuando ese Séptimo Ejército es refundido en el reconvertido Cuarto Ejército donde el general Mendizábal concluirá, en el año 1814, en Toulouse, sus servicios en las guerras napoleónicas antes del período de los llamados “Cien Días”.

### Las campañas de 1811 a 1814. De la consolidación del Séptimo Ejército al desastre de Burgos, las batallas de Vitoria, San Marcial y Toulouse
Tanto las correspondientes hojas de servicios de Gabriel de Mendizábal como otras fuentes, indican que su acción, entre 1811 y 1812, al mando del Séptimo Ejército es la historia de un destacado servicio militar durante las guerras napoleónicas.
Sus hojas de servicios para esas fechas indican, en efecto, que el mando del Séptimo Ejército es un destino, en palabras de esos mismos documentos, “dificilisimo”. El general Mendizábal, así las cosas, debe estructurar, en un vasto territorio, a unidades desiguales y dispersas, de muy diferente organización y equipamiento, y materializar con ellas una fuerza operativa que dé pleno sentido militar a lo que, sobre el papel, figura como “Séptimo Ejército”.
Ese objetivo será plenamente conseguido y con creces. Como señala el estudio del profesor García Fuertes sobre ese Séptimo Ejército, entre 1811 y finales de 1812, Gabriel de Mendizábal logra formar, a partir de unidades de muy distinta calidad y cohesión, un verdadero ejército que contará con Artillería, hospitales de campaña, cuerpo de Ingenieros, Artillería y verdaderos regimientos, uniformados, convenientemente disciplinados y equipados e incluso dotados con su propia banda de música, como en el caso, por ejemplo, de los batallones de voluntarios guipuzcoanos.
Algunas cartas dirigidas al Estado Mayor español nutridas por información de las redes de espionaje a su servicio así lo confirman. Es el caso de la de 26 de noviembre de 1811 firmada por José López. En ella se señala que Mendizábal había hecho retroceder en esas fechas a una división al mando de Caffarelli que tenía intención de atacar el Cuartel General de ese Séptimo Ejército en Potes, causándole bajas de entre 600 a 700 hombres, la mayoría de ellos de uno de los principales cuerpos de élite napoleónicos acantonado en Vitoria en esos momentos: la Guardia Imperial.
Mendizábal, según otra documentación, en esos finales del año 1811, se está moviendo en un amplio campo de operaciones. Así una carta a la Regencia fechada en 20 de diciembre, señalaba que ha situado su cuartel general en la localidad soriana de Morón de Almazán (lindando casi con la frontera de Aragón) y desde allí ha tratado de contribuir a aliviar la presión sobre la ciudad de Valencia asediada por Suchet, haciendo llegar a manos de las tropas francesas, que marchaban desde Castilla a reforzar ese asedio, informes falsos para hacerles creer que, por orden de Joaquín Blake, él, Mendizábal, marchaba sobre Valencia con una fuerza de 12.000 hombres de Infantería y 1200 sables de Caballería. Una ruse de guerre que el Consejo de Regencia español aprobará totalmente.
Sin embargo al margen de esos logros notables del general Mendizábal en el manejo del Séptimo Ejército, ya desde el comienzo de su mando, el punto de vista del Cuartel General aliado sobre la labor de Gabriel de Mendizábal e Iraeta al mando de esas fuerzas será, una vez más, discrepante respecto a esos informes tan positivos. Así, nuevamente los “Dispatches” de Wellington consideran, tanto al general como a las fuerzas bajo su mando en ese amplio cuadrante Norte peninsular, bajo la óptica de una fría aceptación y, en ocasiones, con un desprecio apenas disimulado.
En cualquier caso Wellington parece seguir mal informado al respecto, como en años anteriores. En este caso sobre la clase de operaciones que el general Mendizábal va a realizar allí. Así lo revela en su carta del 2 de julio de 1811 en la que informa a Lord Liverpool de la situación en ese cuadrante. Señalaba en ella que Mendizábal ha sido enviado por la Regencia española a hacerse cargo de “Biscay” (palabra inglesa que abarca no sólo Vizcaya sino toda la actual comunidad autónoma de Euzkadi), pero considera, erróneamente, que el general Abadía, carente de tropas según Wellington, es quien tiene el control sobre el Norte de Castilla (principalmente en Astorga, que el Lord deseaba fuera tomada por Abadía si es posible), Asturias, puertos como Santoña (plaza que Wellington espera sea reconquistada en conjunción con la fuerza naval británica de La Coruña y Mendizábal) y, en general, la región de La Montaña que equivale a la actual comunidad autónoma de Cantabria. En la práctica y en realidad todo ese ámbito, y no sólo “Biscay”, estaba a las órdenes de Mendizábal como comandante en jefe del Séptimo Ejército. Circunstancia de la que Wellington parece, en efecto, no estar al tanto de acuerdo a sus apuntes a Lord Liverpool en 2 de julio de 1811.
Además de eso, una nueva carta de Wellington a Lord Liverpool en 27 de noviembre de 1811 mostrará, de nuevo, el desdén hacia las capacidades de las tropas españolas, de las que sólo salva con algún elogio a la guarnición que ha defendido Sagunto. Una inquina que vuelve especialmente hacia el Séptimo Ejército de Mendizábal. Sin embargo una vez más esas observaciones de Wellington se contradicen con la documentación cruzada con la Regencia por Mendizábal y por otros corresponsales en esas mismas fechas de noviembre de 1811.
Según esa carta de Wellington de 27 de noviembre de 1811, el general Mendizábal no se encontraría dominando todo el territorio entre Potes y Morón de Almazán, sino completamente desprotegido y a merced de un ataque francés que podría comprometer toda Asturias e incluso Galicia, dudando mucho Wellington de que Mendizábal fuera capaz de detener dicho ataque. Un extremo que ya había quedado desmentido por la carta enviada al Estado Mayor español por José López en 26 de noviembre de 1811 que confirmaba el fracaso de Caffarelli en sus intentos de atacar Potes, retirándose con numerosas bajas -infligidas incluso a efectivos de la Guardia Imperial- y la misma presencia de Mendizábal en las riberas del Duero en esos días finales del mes de noviembre de 1811.
El balance final que Wellington redactaba en 31 de diciembre de 1811 resumirá perfectamente la actitud del general británico respecto a lo que él creía que habían hecho ejércitos españoles como el Séptimo en ese año. Así aunque reconoce los esfuerzos de Mendizábal por sacar a salvo a la guarnición española en Olivenza, sobredimensiona, nuevamente, lo ocurrido en Gévora y minimiza el éxito de La Albuera, indicando que si esa batalla se ganó fue a pesar de las tropas españolas obviando -por razones de momento desconocidas o sujetas al campo de las simples hipótesis- el destacado papel de, entre otros, el propio Mendizábal que Joaquín Blake ensalza en sus informes sobre esa batalla.
El largo “memorándum” con el que Wellington cerraba ese balance del año 1811 confirma así la opinión de historiadores británicos como Andrew Roberts que indican que el futuro duque de Wellington tendía siempre a minimizar o despreciar indiscriminadamente, y sin verdadero fundamento, el papel real de las tropas españolas y de sus oficiales y a cargar la responsabilidades de sus propios errores sobre unas y otros pese a que la realidad -como señala este autor y se confirma por diversa documentación- fuera muy distinta. Una actitud que, como señala Roberts, Wellington volverá en ocasiones contra los propios oficiales británicos. Tal y como sucederá con el fiasco del asedio a Burgos en octubre de 1812.
Esa operación en tormo a Burgos será precisamente en la que más se destacará el Séptimo Ejército bajo mando de Gabriel de Mendizábal e Iraeta, siempre que se consideren, para valorarlo correctamente, fuentes españolas puestas en contraste con las británicas y francesas.
Los “Dispatches” de Wellington se mantienen así respecto a ese episodio en la tónica de minimizar toda acción de las tropas españolas que él mismo había dado casi por desaparecidas tras la acción de Gévora y la caída de Badajoz en 1811. Así en la carta enviada a Lord Liverpool un mes antes de la Batalla de los Arapiles, con fecha de 18 de junio de 1812, Wellington señala que ha apremiado al general Mendizábal y a los jefes de las guerrillas de todo el Norte de España para que evitasen que Marmont agrupase allí a toda su fuerza. Wellington decía a renglón seguido en esa carta que, sin embargo, se sentía aprensivo ante el resultado de esas órdenes, pues en su opinión las citadas guerrillas carecen de disciplina, de equipamiento y eran incapaces de hacer frente incluso a fuerzas francesas inferiores.
Las fuentes españolas desmienten nuevamente esos asertos, dibujando un cuadro de la situación muy diferente. Según esos documentos resulta difícil saber a qué “guerrillas” en el Norte de España se estaba refiriendo Wellington pues desde 1810 hay constancia de que esos cuerpos, en ese frente, se han convertido en fuerzas militares regulares. Incluso por decisión propia de sus integrantes. El caso de las fuerzas guipuzcoanas que son parte del Séptimo Ejército, al mando de Gabriel de Mendizábal desde 1811, resulta esclarecedor a ese respecto.
Así, si seguimos la hoja de servicios del comandante en jefe de los tres batallones guipuzcoanos que forman parte de ese Ejército, el célebre Gaspar de Jauregui, vemos que desde el año 1809 ha recibido formalmente grados de oficial de tropas ligeras en la zona. Para el año 1811 en el que Mendizábal asume el mando del Séptimo Ejército, consta así que Jauregui ha participado en acciones regladas contra tropas francesas, atacando a las guarniciones de Villarreal de Urrechu, Elgóibar, Azpeitia y la de Vergara, villa natal del propio Mendizábal. En el año 1812 consta que el 2 de junio él y sus efectivos lanzarán una carga a la bayoneta contra una tropa francesa de 200 hombres que conducían prisioneros a cuatro oficiales y ochos soldados españoles de las tropas aliadas. El 14 de junio de ese mismo año Jauregui hostilizará a una de las principales guarniciones francesas en territorio guipuzcoano -la de San Sebastián- y posteriormente en julio rendirá, con una nueva carga a la bayoneta, a la guarnición francesa del puerto de Lequeitio, que toma con ayuda de efectivos de la Royal Navy en la zona.
Los hechos constatados y contrastados, en el caso de las distintas acciones de Mendizábal al frente del Séptimo Ejército, chocan también con las versiones parciales sobre lo ocurrido en esos momentos extraídas únicamente a partir de los “Dispatches” de Wellington.
El ejemplo de los batallones guipuzcoanos bajo las órdenes de Mendizábal desde finales del año 1811 provee nuevamente de numerosos ejemplos de esas disonancias. La documentación disponible sobre esas unidades muestra no fuerzas guerrilleras sino tropas bien regladas, instruidas y con una disciplina férrea operando sobre un amplio teatro de operaciones que abarca desde su provincia original, hasta los confines de la actual Cantabria, en la frontera con Asturias.
Su comportamiento a lo largo del año 1812 resulta especialmente revelador sobre la clase de fuerzas que realmente operan bajo mando de Gabriel de Mendizábal e Iraeta desde finales del año anterior. Así consta en el historial del primero de esos tres batallones que esas unidades cuentan con una preparación suficiente como para enfrentarse a tropas francesas dirigidas por destacados generales napoleónicos. Como es el caso del, años después, célebre Cambronne, al mando de la Guardia Imperial en el momento en el que ésta es aplastada durante la Batalla de Waterloo en un controvertido episodio rodeado de cierta falsa épica, desmentida en España desde hace más de un siglo.
El enfrentamiento entre el primer batallón guipuzcoano y el después tan célebre general Cambronne, tendrá lugar entre el 17 y el 18 de abril de 1812. En esos momentos esa unidad está operando entre territorio vizcaíno y guipuzcoano, cerca del paso de la Peña de Orduña. Entre el 8 y el 9 de abril deberán realizar una maniobra evasiva para eludir a una columna de 400 a 500 efectivos franceses compuesta por Infantería y tropas a caballo integradas por gendarmes, dragones e incluso coraceros.
Los oficiales al cargo de ese primer batallón guipuzcoano ordenarán en ese momento eludir el enfrentamiento para así poder poner a salvo tanto los carros de bagaje de la unidad como los cadetes que van integrados en ella y se habían presentado para aspirar a un puesto de oficial según se fueran produciendo bajas en el batallón. Ese movimiento, que muestra a una unidad dotada de oficiales e incluso de aspirantes al puesto, intendencia, capacidad táctica..., sitúa así a estas tropas bajo mando de Mendizábal lejos de toda descripción que pudiera encajar con la imagen tópica asociada a la palabra “guerrilla” que Wellington usa tan libremente en su correspondencia.
Igualmente el Historial de ese primer batallón desmiente el carácter supuestamente guerrillero de esas tropas cuando describe los movimientos tácticos que se realizarán entre ese 8 y 9 de abril que, finalmente, les llevarán a converger con el mismo Mendizábal. Según el Historial los oficiales de este primer batallón guipuzcoano sólo plantearán un enfrentamiento con las fuerzas que los persiguen cuando den con un terreno favorable que, por otra parte -nuevamente en contra del mito “guerrillero”- dichos oficiales no conocen de primera mano pero encuentran adecuado en función de sus lecciones aprendidas de táctica.
Ese lugar está en el camino de Orduña y es elegido por el propio Gaspar de Jauregui y otro mando del primer batallón -Larreta- por ofrecer un punto de apoyo seguro al centro de la línea de dicho batallón, protegido por una ermita y un peñasco que corta -por la derecha- a la vanguardia de la columna francesa de la comunicación con el grueso de dicha columna, aislándola por la izquierda merced a un curso de agua. Sólo bajo esas favorables condiciones tácticas se despliega a la vanguardia de ese batallón guipuzcoano para actuar como línea de escaramuzadores. Esa vanguardia recibe orden de retirarse cuando entra en contacto con la vanguardia francesa, para atraerla así hacia el fuego de línea que hará el grueso del batallón obligando a retroceder a la columna francesa, permitiendo con eso al batallón guipuzcoano llegar hasta Orduña completamente a salvo.
De allí pasan a Medina, donde coinciden con Mendizábal el 9 de abril, momento ya convenido de antemano que el general aprovecha para adoptar una serie de medidas disciplinarias en ese batallón, enviando al coronel Artola a servir en territorio vizcaíno a causa de su mala relación con Jauregui. El resto del batallón regresará entonces a territorio guipuzcoano y en ese momento se verá obligado a combatir con Cambronne, que se ha puesto en su persecución desde territorio vizcaíno al tener noticia de que, tras eludir a la primera columna francesa en Orduña, el primer batallón guipuzcoano ha atacado, el 17 de abril, una vez más, a la guarnición de Azpeitia.
Esa noticia alarmante pondrá en marcha a Cambronne al frente de otra columna formada, según el Historial del primer batallón guipuzcoano, por 2500 soldados de Infantería de línea, 400 de Caballería, dos obuses y un pequeño cañón de los llamados “violentos”. El enfrentamiento entre esa columna al mando de Cambronne y el primer batallón guipuzcoano se producirá el 25 de abril de 1812. Será ésta una nueva ocasión para que esa unidad del Séptimo Ejército bajo mando del general Mendizábal, muestre unas habilidades tácticas que están muy lejos del comportamiento que se asocia a la palabra “guerrilla”.
Así, cuando la Caballería de Cambronne trata de atacar a las avanzadas guipuzcoanas, creyéndolas desprevenidas sobre el amplio campo ante el santuario de Loyola, se encontrarán con la compañía de granaderos de dicho batallón desplegada para proteger precisamente al grueso de la unidad. A bayoneta calada los granaderos guipuzcoanos aguardarán para desbaratar el flanco derecho de esa Caballería francesa. El choque directo, sin embargo, no llega a darse porque, como señala el Historial, la unidad francesa debía atravesar un pequeño puente y un terreno muy angosto para poder siquiera llegar a desplegarse. Un disparo fortuito de uno de los granaderos guipuzcoanos bastará para que la Caballería de Cambronne opte por retirarse, buscando una aproximación más ventajosa.
La compañía de granaderos guipuzcoanos aprovechará ese momento para abrir fuego contra esa Caballería, infligiéndole las primeras bajas: tres caballos y dos jinetes muertos. La noticia de ese repliegue contando ya varios caídos, llevará al después célebre Cambronne a intentar un clásico despliegue de la Infantería napoleónica. Es decir: la formación en columna cerrada ante la imposibilidad de desplegar en línea sobre aquel terreno.
Esa “columna cerrada en Masa”, como muy técnicamente la describe el Historial del primer batallón guipuzcoano, será desbaratada por, nuevamente, el disciplinado fuego de mosquetería de esa unidad, que, descarga tras descarga, impide que la columna francesa avance. Sólo la aparición de la Artillería que acompaña a Cambronne, obliga a los guipuzcoanos a retirarse del terreno. Esa retirada, sin embargo, está lejos de ser la clásica desbandada de las partidas guerrilleras de los comienzos de la fase peninsular de las guerras napoleónicas. Se hará en orden, registrándose muy pocas bajas guipuzcoanas. Tan sólo veintinueve heridos, cuatro muertos y un elemento completamente impropio de lo que se suele asociar a una de esas partidas guerrilleras: uno de los tambores, de tierna edad, como señala la documentación, que queda rezagado en dicha retirada. Por otra parte el primer batallón establece una nueva línea no lejos de Azpeitia, en Urrestilla.
El despliegue en Urrestilla será de tal solidez que permite capturar a siete soldados de Cambronne que se habían adelantado para saquear algunos caseríos de la zona, a falta de mejores resultados en el enfrentamiento con ese primer batallón guipuzcoano. Circunstancias que deciden finalmente a Cambronne a retirarse del campo, dejándolo en manos de esa unidad del Séptimo Ejército que opera en la zona. Algo que facilitará a ese batallón la posibilidad de plantear nuevas hostilidades tanto en Azpeitia, como en San Sebastián, como en Guetaria. E incluso la toma, en junio de 1812, del puerto de Lequeitio en una operación conjunta y combinada con la Royal Navy británica que opera allí.
A medida que se acerca el fin del año 1812 se hará cada vez mayor el contraste entre lo señalado por fuentes documentales como los “Dispatches” con lo indicado por otra documentación y, finalmente, con los hechos contrastados y constatados en esas páginas. Así, en una carta de 4 de marzo de 1812, dirigida a Lord Liverpool, Wellington reconocía finalmente, aunque fuera de un modo un tanto frío, que el general Mendizábal y su Ejército tenían capacidad suficiente para derrotar a tropas de línea francesa. En este caso un destacamento que el general Abbé, al mando de la guarnición de Pamplona, enviaba para -según Wellington- enfrentarse a Mendizábal. El resultado había sido un encuentro en Navarra, en el Valle de Rocaforte, cerca de Sangüesa, en el que Espoz y Mina, junto con la Caballería de Longa, unidos al mando de Mendizábal, habían derrotado a Abbé, capturando dos cañones y causando la muerte de cinco oficiales franceses y seiscientos soldados. Todo ello según un informe remitido al propio Wellington por sir Howard Douglas, encargado de servir como oficial de enlace con los que la Historiografía anglosajona insiste en llamar con el oxímoron de “ejércitos guerrilleros”. Hechos que, por otra parte, se corroboran además en otro informe que el propio Mendizábal remite al ministro de la guerra español en febrero de 1812.
Sin embargo el 28 de mayo de 1812 Wellington, informando a Lord Liverpool, merced a nuevos partes de sir Howard Douglas, volverá a mostrar su desconfianza hacia esas fuerzas basada en un pobre manejo de la información de que dispone. Así dice que las fuerzas de Mendizábal han perdido el control sobre ciudades asturianas como Oviedo, Gijón y Grado, pero se habrían apoderado de Burgos. A excepción de la ciudadela que seguiría en manos de los franceses. De nuevo en ese punto la información de Wellington parece, en efecto, ser confusa a la luz de los informes al respecto que da Mendizábal sobre sus operaciones ante Burgos y sus inmediaciones en esas fechas. En carta al Estado Mayor, para que se comunique a la Regencia, el general Mendizábal decía, en 7 de mayo, que con los regimientos de Húsares de Cantabria, los de la División Iberia al mando de Longa, los de La Rioja y los Cazadores a caballo de Castilla habían llegado a las puertas de Burgos en tanto la vanguardia bajo mando de Díaz Porlier atacaba las posiciones francesas en Aguilar de Campoo y Sasamón. El general señalaba que su presencia ante Burgos al frente de sus fuerzas de Caballería ligera, hará evacuar a los franceses el monasterio de las Huelgas y el Hospital del Rey, así como Gamonal. Mendizábal señala también que él y sus fuerzas rodearon esa ciudad, Burgos, sede del 5º Gobierno militar francés a tiro de cañón y sin que la guarnición allí refugiada replicase más allá de causar unos pocos heridos. Para Mendizábal quedaba así claro que esas operaciones contra Burgos y su entorno habían minado la moral de los franceses y la de los españoles que los apoyan, alentando, por el contrario, el entusiasmo de los patriotas burgaleses al comprobar tanto la existencia como la capacidad de ejércitos españoles como el Séptimo operando en la zona.
La confusión de Wellington sobre la verdadera situación y capacidad del Séptimo Ejército de Mendizábal, irá en aumento, pese a esos partes, a medida que el año 1812 avanza hacia su fin, cuando a la cabeza del Ejército aliado el Lord ponga bajo asedio precisamente a Burgos. Una mala preparación de los medios necesarios para asediar a esa plaza, conducirá a una catastrófica retirada en la que todo lo avanzado durante el verano por las tropas bajo su mando directo, especialmente tras la Batalla de los Arapiles, se perderá, debiendo retirarse ese Ejército de nuevo hacia Portugal. En esta ocasión Wellington culpará a sus propios oficiales del fiasco, acusándoles de permitir el deterioro de la disciplina entre sus filas, obviando así que, por orden de él, se había intentado tomar una fortaleza abaluartada como Burgos con tan sólo tres cañones de asedio.
Bajo esa luz las críticas que Wellington continuará lanzando contra el Séptimo Ejército de Mendizábal se revelan mucho más incomprensibles que las de años anteriores. Así, vistos los acontecimientos que Wellington desencadena con su apresurada retirada el 21 de octubre de 1812, se comprende mal que el general inglés escriba poco antes a sir Home Riggs Popham -comandante naval británico que actúa en la costa cantábrica junto a las fuerzas del Séptimo Ejército- cartas como la fechada en la localidad madrileña de Torrelodones en 11 de agosto de 1812. En ella agradecía al comodoro Popham sus informes sobre las operaciones que estaba realizando y le confirmaba que Marmont se había retirado hacia Burgos sin encontrarse en disposición de enfrentarse al Ejército aliado. Salvedad hecha del Séptimo de Mendizábal, que, según Wellington, se habría apartado del camino de Marmont hacia Burgos por ser esa fuerza francesa, en palabras del propio Wellington, “too much for Mendizábal and his guerrillas”. Es decir: demasiado para el general vasco y para lo que Wellington seguía suponiendo era no un Ejército sino simples guerrilleros en el peor sentido de ese término.
La apreciación más acertada de esa carta era la parte en la que Wellington reconocía al comodoro Popham que, en realidad, desconocía la fuerza y los medios de los que Mendizábal disponía y con los que se suponía podría ayudar a las operaciones de Popham.
Sorprendentemente las quejas, tanto de Wellington como de Popham, contra Mendizábal y su Ejército continúan en ese mismo tono cuando la derrota del Lord ante Burgos el 21 de octubre de 1812 es ya un hecho, señalando el general al marino, en una carta enviada desde la localidad vallisoletana de Rueda, con fecha de 1 de noviembre de 1812, que es una verdadera lástima que no se siga el ataque contra Santoña, pues considera Wellington que no ha habido una ocasión más favorable para lanzar un ataque contra esa plaza. Esa carta, escrita en plena retirada ante las fuerzas francesas que han salido en persecución de Wellington y su Ejército desde Burgos, es nuevamente una ocasión para criticar a Mendizábal y, en general, a todo el Ejército español que, en opinión de Wellington, actúa a su antojo, desoyendo incluso las órdenes que Castaños habría dado, por indicación de Wellington, en este caso.
Otras fuentes, una vez más, indican un estado de cosas bastante diferente al que se plantea en esta discusión entre los dos oficiales británicos. De hecho mientras Wellington se ve obligado a retirarse, Gabriel de Mendizábal e Iraeta ha tomado la iniciativa en todo el sector controlado por el Séptimo Ejército entre su cuartel general lindando con Asturias, en Potes, y la frontera con la actual Vizcaya en Castro Urdiales, cubriendo así la retirada de las fuerzas aliadas bajo mando de Wellington, al obligar a los franceses a distraer tropas en esa otra dirección.
Expedientes personales y diarios de oficiales bajo mando de Mendizábal en esos momentos, indican, en efecto, que las fuerzas del Séptimo Ejército estaban tomando el control de todo ese cuadrante en los momentos en los que Wellington se bate en retirada mientras aconsejaba -de un modo bastante incoherente- que se asediase la plaza fuerte de Santoña. Así por ejemplo, la documentación de Andrés María del Río, ascendido a capitán de esas fuerzas en esos momentos, indican que el 29 de noviembre de 1812 el Séptimo Ejército está atacando en el Valle de Sedano, al norte de Burgos, a las fuerzas francesas con la División de Longa en cabeza que inflige a esos efectivos napoleónicos una severa derrota causando en sus filas 600 bajas.
Entre ese otoño de 1812 y el invierno de 1813 las fuerzas del antiguo Séptimo Ejército -devenido desde diciembre de 1812 el ala izquierda del nuevo Cuarto Ejército español- mantendrán así ese control sobre esa vasta área que va desde Asturias hasta Navarra. Los historiales de los batallones guipuzcoanos ofrecen, una vez más, un buen ejemplo de cuál es la situación real en esa zona que Wellington da casi por perdida -por la supuesta incompetencia de las fuerzas españolas- tanto antes como después de su retirada de Burgos.
Así el Historial del primer batallón guipuzcoano indica que Santoña, en contra de lo que revela la correspondencia enttre Popham y Wellington, sí está bajo cerco de las tropas del Séptimo Ejército. De hecho ese cerco se mantiene incluso cuando Wellington ya ha alcanzado nuevamente la seguridad de Cádiz y las Líneas de Torres Vedras, pues el primer batallón guipuzcoano se mantiene en ese bloqueo a Santoña entre el 24 de noviembre y el 23 de diciembre de 1812.
A comienzos el año 1813 esas fuerzas, que ya han pasado a formar parte del ahora denominado Cuarto Ejército -refundido del Quinto, Sexto y Séptimo- siguen dominando un amplio territorio, manteniendo en jaque a tropas napoleónicas que, de otro modo, habrían podido hostilizar a las fuerzas aliadas que se han retirado junto con Wellington hasta la frontera de Portugal. Así los historiales del primer y tercer batallón guipuzcoano indican que en los cuatro primeros días de febrero de 1813 estas unidades del antiguo Séptimo Ejército se enfrentarán contra efectivos de la élite napoleónica nuevamente. Concretamente, otra vez, con la Guardia Imperial desplegada entre territorio guipuzcoano y navarro, destino final de esos dos batallones encargados de llevar dos piezas de Artillería -de 12 o 18 libras, según distintas versiones- hasta las líneas controladas por Espoz y Mina.
Por otra parte, más de un mes antes, las fuerzas del antiguo Séptimo Ejército ya habían reconquistado plazas en el sur de la actual Cantabria. Concretamente Reinosa, donde se ha establecido una retaguardia segura sobre esa población que domina las rutas hacia Valladolid y Burgos a través de valles como el de Sedano y donde se aloja a oficiales como Andrés María del Río, en esos momentos capitán de la División Iberia -parte del anterior Séptimo Ejército e incorporada al nuevo Cuarto Ejército- para que restablezcan allí la autoridad del gobierno español legítimo mientras se recuperan de las heridas sufridas en los combates del año 1812 que han permitido a Wellington retirarse con relativa seguridad hasta Portugal.
De hecho durante todo el año 1813 las fuerzas del antiguo Séptimo Ejército se dedicarán a hostilizar a las tropas francesas que aún se mantienen en ese cuadrante peninsular y facilitarán así extraordinariamente la caída de Burgos, con extrema facilidad, en la primavera de 1813 y con ello el avance, esta vez victorioso, de las fuerzas aliadas bajo mando de Wellington.
En esos momentos ese antiguo Séptimo Ejército se unirá a esa ofensiva triunfante, ya plenamente integrado como el ala izquierda del nuevo Cuarto Ejército. Gabriel de Mendizábal e Iraeta, al coincidir en esos momentos con Wellington en persona, en medio de esa ofensiva decisiva, solicitará en Medina de Pomar a éste que le conceda el mando de esa ala izquierda del nuevo Cuarto Ejército. Una petición que, sorprendentemente, Wellington acogerá con agrado, concediendo a Mendizábal el grado de comandante general de esa fracción de ese Cuarto Ejército.
En calidad de tal Gabriel de Mendizábal participará en diversos combates de esa ofensiva que se corona con éxitos como los de la Batalla de Vitoria en 21 de junio de 1813 o la de San Marcial de 31 de agosto de ese mismo año. Participa así en choques con las tropas que el general Foy está reuniendo para retirarse -hacia San Sebastián y la frontera- en su villa natal de Vergara, en Durango y en otros puntos del sur del territorio guipuzcoano, persiguiendo a esas fuerzas francesas, desde el día 22 de junio de 1813 que sigue a la derrota -y desbandada- napoleónica en Vitoria, hasta las mismas puertas de la plaza fuerte donostiarra. Allí llegará el general Gabriel de Mendizábal e Iraeta al mando de esa ala izquierda del Cuarto Ejército a las dos del mediodía del 28 de junio de 1813.
Nuevamente el diario personal de otro oficial integrado en las antiguas fuerzas del Séptimo Ejército bajo mando de Mendizábal, Matías de Lamadrid, resulta bastante esclarecedor respecto a la vasta maniobra que, entre el otoño de 1812 y el verano de 1813, se ha realizado con esas fuerzas para conseguir ese arrollador avance que refuerza la ruptura del frente en Vitoria. De Lamadrid se había incorporado, ya como teniente, a esas fuerzas a principios de enero de 1813. Su itinerario hacia Asturias que, evidentemente está en esas fechas bajo control de las fuerzas del antiguo Séptimo Ejército, se hace en la zona fronteriza del Principado con la actual comunidad autónoma de Cantabria, en Llanes. De allí pasa por Ribadesella hasta Gijón y Oviedo, las dos principales ciudades asturianas que, como confirma este documento, en esas fechas, meses antes de la Batalla de Vitoria, también están liberadas de toda presencia francesa.
Matías de Lamadrid refleja así con exactitud la importancia que tiene la presencia de esas tropas españolas bajo mando de Mendizábal en todo ese sector cantábrico. En esa razón indica que, tras la que llama “famosa retirada de Burgos del año pasado”, distintas unidades de esas fuerzas -el regimiento 1º Cántabro, el de Laredo, Tiradores de Cantabria- tienen bajo control las que De Lamadrid llama montañas de Santander, en tanto que la Quinta División del nuevo Cuarto Ejército quedaba en Asturias para recibir nuevos uniformes e instrucción de cara a la “próxima campaña”.
En conjunto las observaciones de Matías de Lamadrid muestran una vasta área del Norte de España ya bajo control de un Ejército regular que está sosteniendo todo ese territorio mientras las fuerzas bajo mando de Wellington se han tenido que retirar a posiciones anteriores a la Batalla de los Arapiles. La descripción de la uniformidad que se facilita a esas tropas de las que forma parte Matías de Lamadrid es, una vez más, elocuente sobre la verdadera situación en la que Mendizábal ha dejado ese frente desde el año 1811 en adelante.
Así De Lamadrid indica que se les da un uniforme de paño azul con las vueltas y el cuello de color rojo en la chaqueta y pantalón igualmente azul. Cuenta ese uniforme con las trazas características de las unidades de época napoleónica con un morrión con plumero rojo y una mochila en la que se portan prendas y útiles bien lejos de toda idea que se asimile a fuerzas guerrilleras. Dice Matías de Lamadrid que en esa mochila que se reparte a cada soldado con los uniformes nuevos, se les da otro equipamiento compuesto de gorro cuartelero, chaqueta blanca y pantalón de lienzo, dos camisas, dos pares de medias, dos cepillos y dos peines y otros pequeños complementos que no se entretiene en detallar. Cuenta también esa uniformidad con un capote gris, el correaje también característico de los soldados de esa época en color blanco y un buen fusil y bayoneta. Todo ello en conjunto, dice De Lamadrid, hacía “vistosísimo” todo lo relacionado con esas tropas, dando a sus maniobras de entrenamiento un gran realce que se acrecentaba por la habilidad de su banda de tambores dirigidos por una oficialidad que porta una uniformidad, de color amarillo pajizo, igualmente vistosa.
Por otra parte Matías de Lamadrid describe una situación en esa parte de España muy similar a la que se asocia en el imaginario colectivo a la Inglaterra de esa misma época. Así este oficial habla de numerosas diversiones en ciudades como Oviedo, donde esas tropas tienen establecida guarnición, en la que se dan lo que llama “magníficos bailes de suscripción”, cuyo coste asciende a 40.000 reales y donde concurren las personas principales de Oviedo y cercanías. Igualmente se dan en esa zona, a principios de enero de 1813, representaciones en el teatro ovetense, que él califica como “bastante bueno” y tertulias de buena sociedad.
Esa situación se mantendrá hasta el 13 de mayo. En esa fecha la parte del antiguo Séptimo Ejército en la que está integrado Matías de Lamadrid, recibe órdenes de movilizarse para marchar hacia el Este de la Península, comienza así un itinerario que avanza sobre un vasto teatro de operaciones que va desde Asturias hasta la frontera guipuzcoana en apenas un mes y da idea de la verdadera clase de tropas que se han ido consolidando, desde 1811, en ese sector bajo el mando de Gabriel de Mendizábal. La marcha de esas fuerzas del Séptimo Ejército, refundidas en ese nuevo Cuarto Ejército, muestra un avance arrollador, que no puede ser frenado por las unidades francesas hasta Vitoria. Así De Lamadrid señala que marchan por León hasta Astorga sin mayores contratiempos que los climatológicos, la falta de raciones y alojamientos en algunas etapas del camino o los accidentes geográficos. En ese avance ante el que no se opone ninguna fuerza francesa, se llega el 8 de junio hasta Aguilar de Campoo, en las proximidades de Reinosa, zonas -es preciso recordarlo- también ya liberadas por los esfuerzos del Séptimo Ejército de Mendizábal a partir de mayo de 1812. Allí De Lamadrid constata que la propaganda bonapartista había hecho creer a muchos habitantes de los pueblos por los que pasan, abandonados por el Ejército napoleónico ante ese avance, que el Ejército español no existía y sólo había “algunas cuadrillas de insurgentes” en Asturias, Galicia.
A escasos días de la Batalla de Vitoria, estos efectivos del antiguo Séptimo Ejército de Mendizábal flanquearán a las fuerzas francesas desde esa posición a través del corredor que, desde Reinosa y Polientes, desemboca en las Merindades y el camino a Burgos y los emplaza así al Norte del Ejército de José I que se concentra en la capital alavesa.
El 21 de junio de 1813 estas mismas unidades de ese Séptimo Ejército dejado en tan buen estado operativo por Mendizábal entre 1811 y diciembre de 1812, serán emplazadas en las alturas que dominan el campo de batalla de Vitoria. Sin intervenir directamente en el choque, su misión será sin embargo importante pues, como señala Matías de Lamadrid, debían impedir que los refuerzos franceses que se suponía avanzaban desde Bilbao pudiesen converger con las fuerzas de José I que tratan de detener esa triunfal ofensiva de Wellington, al que De Lamadrid llama “el Genio de la Guerra”.
A partir de ese momento Matías de Lamadrid avanza junto con el general Girón y la División de Longa hacia territorio guipuzcoano, en dirección a Tolosa y San Sebastián, respaldando así el avance arrollador que dirige Gabriel de Mendizábal hasta las puertas de esas plazas fuertes guipuzcoanas. El 25 de junio De Lamadrid tomará parte con regimientos como el de Laredo y la Caballería de Longa en el sangriento asalto contra la primera de esas dos plazas guipuzcoanas. Sin embargo De Lamadrid será desviado de San Sebastián a partir del 29 de junio, siendo destinado a los pasos del Bidasoa, en Irún y Fuenterrabía.
El 12 de julio, sigue diciendo Matías de Lamadrid, el general Mendizábal se reunirá con esas tropas que, por el momento, guardan ese paso estratégico del Bidasoa y se limitan a realizar instrucción por batallones en las playas hondarribiarras. Curiosamente la orden de retirada del cerco a San Sebastián de esa división del Cuarto Ejército que estaba bajo mando de Mendizábal, para tomar posiciones en Fuenterrabía, es emitida por Wellington un día después, el 13 de julio. En cualquier caso la presencia de Mendizábal en ese dispositivo para proteger el flanco izquierdo de las tropas aliadas en esa zona, es constante a lo largo de ese mes de julio. Ese despliegue se hará con esas fuerzas del antiguo Séptimo Ejército, dueñas de esa zona fronteriza de un modo tan absoluto como para limitarse a esas acciones rutinarias de entrenamiento y hasta para que el propio Mendizábal pueda organizar bailes en la casa en la que se aloja, amenizados con las bandas de Música de los batallones guipuzcoanos. Ocasión que Matías de Lamadrid encuentra muy a su gusto. Los bailes, de hecho, serán casi continuos. Así después del 17 de julio, al día siguiente, tras pasar revista ante el general Mendizábal, que gusta “infinito” de los buenos resultados de esa inspección a la brigada de la que forma parte De Lamadrid, se celebrará otro baile en el Ayuntamiento hondarribiarra.
El 30 de julio, a un mes de la Batalla de San Marcial, Gabriel de Mendizábal se encuentra, en efecto, en Fuenterrabía acuartelado en esas cómodas circunstancias, esperando acontecimientos. Ese mismo día precisamente Matías de Lamadrid pasará a llevarle una carta del coronel del regimiento al que está asignado en ese momento este oficial.
Aunque Matías de Lamadrid no da demasiados detalles en ese sentido, la presencia de Gabriel de Mendizábal en ese sector en el que se dará la decisiva Batalla de San Marcial en pocas semanas, no es algo sencillo ni viene dado por las circunstancias del momento. Si volvemos del diario de De Lamadrid a otra documentación relacionada con los movimientos del antiguo Séptimo Ejército en esos momentos, en los que las guerras napoleónicas se aproximan a su fin, descubrimos que el Alto Mando aliado está a punto de retirar del frente a Gabriel de Mendizábal. Algo contra lo que el general bergarrara debe alzar una airada protesta.
Eso ocurre en 11 de agosto de 1813. En esa fecha Mendizábal escribe desde el que llama “cuartel general de Fuenterrabia” al general Castaños -al mando hasta esa fecha del nuevo Cuarto Ejército- un escrito señalando que no podía aceptar que se le retirase de la línea del frente para encargarse, en Castilla la Vieja, de las líneas de suministros de esas tropas que iban a participar en la que parece definitiva invasión de la Francia napoleónica, pues, decía ahí el general Mendizábal, era algo indigno de la trayectoria, como militar y no como cargo político, que él había llevado hasta ese momento.
La queja de Mendizábal será oída, si bien, como recuerda De Lamadrid, Castaños mismo había sido retirado del mando del Cuarto Ejército para ser sustituido por Manuel Freyre (circunstancia que Matías de Lamadrid celebra, pues su opinión de Castaños como militar es pésima). En cualquier caso algo en la protesta de Gabriel de Mendizábal e Iraeta debió surtir efecto sobre las autoridades de Cádiz. Acaso su encendida defensa de la separación del poder civil del militar que brilla en esa misiva dirigida a un ya prácticamente inerme Castaños, destituido él mismo del mando por sus diferencias con las autoridades gaditanas. Desde luego consta en la correspondencia de Manuel Freyre que Castaños le hizo llegar esa queja -Freyre la llama “representacion”- por la cual pedía Mendizábal que se le mantuviese en servicio en ese Cuarto Ejército. Petición que Freyre aseguraba -a Castaños- haría llegar a la Regencia para que ésta resolviese en el asunto.
Freyre hará honor a su palabra, más allá de los recovecos políticos que parecen estar tras esos ceses y cambios de destino que tanto afectan a Mendizábal en esos momentos álgidos de las guerras napoleónicas. Así tanto su hoja de servicios para esas fechas, como el diario de Matías de Lamadrid, confirman que Gabriel de Mendizábal e Iraeta no es retirado de ese instante decisivo de las guerras napoleónicas que será la Batalla de San Marcial. La correspondencia de Manuel Freyre describe con exactitud lo que finalmente ocurre en el caso. En carta a Mendizábal elogiará su deseo de permanecer al frente de tropas de línea y le propone servir como general agregado en el Cuartel General del Cuarto Ejército, dejando al coronel Juan de Ugartemendia, veterano de los batallones guipuzcoanos del Séptimo Ejército, al cargo del ala izquierda. Así, cuando llega el momento de la batalla, Mendizábal estará mandando tropas en el Estado Mayor de Freyre en ese momento en el que el contraataque de Soult es rechazado en exclusiva por unas fuerzas regulares españolas que, finalmente, deben ser reconocidas como tales incluso por Wellington, quien ve en esos momentos, con admiración, como esos efectivos rechazan incluso el apoyo de la reserva británica que les respaldaba a retaguardia para culminar la derrota de las fuerzas francesas en ese campo de batalla.
En el mismo informe que Wellington manda al conde de Bathurst sobre lo ocurrido el 31 de agosto de 1813 en San Marcial, de hecho, destaca la valentía y destreza del general Freyre, que ha quedado al mando del Cuarto Ejército, y, de manera indirecta, hace extensivo ese mismo elogio a Gabriel de Mendizábal indicando Wellington que Freyre ha tenido muy difícil escoger a quien distinguir en su informe por el valor demostrado en la acción. Si bien puesto en la tesitura de destacar nombres lo ha hecho especialmente con el del general Mendizabal, que se presentó voluntario para tomar el mando en la defensa de las alturas de San Marcial, distinguiéndose en esa comisión como otros oficiales españoles que están presentes, al igual que él, en esa batalla. Lo que comunica Freyre en el parte sobre esos hechos que pasa a Wellington indica, literalmente, que en la acción de San Marcial, cuando las tropas de Soult tratan de desbordar la línea española a la izquierda, serán rechazadas por una carga a bayoneta calada de la cuarta división de ese Cuarto Ejército español. Una decidida y decisiva acción a cuya cabeza estará el general Mendizábal. De hecho Freyre indica que Mendizábal se puso voluntariamente a sus órdenes en cuanto supo del combate que se desarrollaba pese a no estar destinado en el Cuarto Ejército, momento en el que Freyre le encarga la defensa de San Marcial, cosa que Gabriel de Mendizábal e Iraeta hará, según las propias palabras de Freyre, con el tino y la valentía que ya ha mostrado en otras ocasiones, “colocandose à pie tambien à la Cabeza de la Columna de ataque”.
Por lo que respecta a lo que queda del año 1813, Mendizábal desaparece de documentos como los “Dispatches” de Wellington. El general británico sólo lo menciona otra vez en una carta dirigida al general Freyre desde Lesaca el 11 de septiembre de ese año. Si bien esa mención es para que se le encargue una misión de gran importancia para las siguientes operaciones aliadas al otro lado de la frontera del Bidasoa. En este caso la de dar con el paradero del que Wellington llama el ingeniero civil de la provincia de “Vizcaya” (“the civil engineer of the province of Biscay) que el general británico supone conoce el general Mendizábal. En realidad Wellington debía referirse no a un civil sino a un militar: el capitán, y arquitecto, Pedro Manuel de Ugartemendia, que será quien finalmente se encargue de dirigir las obras de ingeniería tan necesarias para Wellington en esos momentos. Como lo eran la reconstrucción de San Sebastián -principalmente sus murallas- y la apertura de carreteras adecuadas para sacar del puerto de Pasajes todos los trenes de bagajes y suministros necesarios para la próxima invasión de Francia.
Esa acción comenzará con la llamada Batalla del Bidasoa, el 7 de octubre de 1813. En esta ocasión la presencia de Mendizábal en la misma no aparece destacada. No hacen así mención especial de él los muy detallados informes de Manuel Freyre remitidos a Wellington y al general Juan O´Donoju (que ejerce en esa fecha como ministro de la Guerra español) sobre las operaciones que llevan a las tropas españolas del Cuarto Ejército a iniciar la ocupación de territorio francés, cubriendo el flanco derecho del avance aliado una vez se ha cruzado el Bidasoa y en las que se destaca, incluso, la acción de suboficiales como el sargento 1º del regimiento de Cazadores de Toledo, Francisco Arias, y el cabo Tomás Santiago de esa misma unidad, que arengan el asalto de las tropas tremolando desde lo alto del monte Manddale una bandera española cogida en la Batalla de Vitoria.
Tras la invasión es notorio, sin embargo, que Mendizábal continúa con ese Ejército español que avanza por el Sudoeste francés hasta la rendición definitiva de Napoleón. En ese tiempo se verá envuelto tanto en las acciones militares que acompañan a ese avance sobre territorio galo, como en farragosos asuntos administrativos y legales. Así puede verse en alguna correspondencia del mes de octubre entre él y el general Freyre, en la que éste le pedía la remisión de un expediente abierto por Mendizábal contra Nicolás Fernández de la Cabada (sic), conde de las Barcenas que, al parecer, había incumplido sus obligaciones como tutor de los dos hijos menores de Modesta Vélez.
Por lo demás en las operaciones de ese Cuarto Ejército desde el 7 de octubre de 1813, el general Mendizábal seguirá desempeñando funciones de mando muy cerca de Manuel Freyre aunque apenas se destaque en los partes oficiales. Así en 12 de noviembre, tras la Batalla del Nivelle celebrada el día 10, Freyre informa de manera sucinta al ministro de la Guerra español de que ese Ejército, combinado con los aliados y de acuerdo a las órdenes de Wellington, ha repelido a las tropas de Soult hacia Bayona, tras desalojarlos de Ahetze y Guéthary, poblaciones vascofrancesas que quedaban ocupadas por las tropas españolas bajo mando de Freyre.
En esa primera nota al ministro, Freyre no destaca individualmente lo ocurrido durante esos combates prometiendo indicar más detalles más adelante. Así lo hará en una nueva nota el día 16 en la que, sin embargo, más allá de un elogio general sobre el comportamiento de esas tropas, Freyre no da nueva información en esa correspondencia remitiéndose a partes dados por cada oficial al mando que no se copian en este documento.
Pero, aun pese a esa parquedad documental, está constatado que en esas fechas en las que el Cuarto Ejército avanza por Francia infligiendo nuevas derrotas a las cada vez más mermadas tropas de Soult, Mendizábal sigue, en efecto, próximo, como oficial al mando, a Manuel Freyre. Así en una nueva carta remitida el 18 de noviembre de 1813 al ministro de la Guerra, Freyre señala que el “Excelentisimo Señor Don Gabriel de Mendizábal” le ha enviado un informe que, a su vez, le mandaba el comandante del que Freyre llama regimiento “1º de Guipuzcoa” sobre la conducta de dos oficiales desertores del Ejército francés: Esteban Bonparte (sic), teniente, y Santiago Broyre, subteniente, integrados en esa fuerza y que desde el 30 de octubre habían solicitado presentarse ante las autoridades españolas para que les diesen destino. Además de esto, el expediente personal de Mendizábal también indica, aunque sea brevemente, que tras la Batalla de San Marcial y el paso del Bidasoa el 7 de octubre sigue presente en las líneas mandadas por Freyre y su asistencia a los combates en Nivelle el 10 y el 11 de noviembre de 1813.
Por lo demás el nombre del general Mendizábal vuelve a destacarse en la documentación en el momento culminante de esa penúltima campaña contra los ejércitos napoleónicos. Es decir: en la Batalla de Toulouse celebrada en 10 de abril de 1814, tras todo un invierno en el que las tropas españolas avanzan penosamente -junto con sus aliados portugueses y británicos- hacia el Norte de Francia, en persecución del Ejército de Soult, sosteniendo diversas batallas tras las del Nive y el Nivelle (últimas del año 1813), bloqueando la plaza de Bayona, combatiendo en una cruenta batalla en Orthez, obteniendo la rendición de Burdeos sin lucha y, finalmente, combatiendo en Toulouse días después de que París se haya rendido a los aliados y comiencen las presiones para que Napoleón abdique finalmente el 11 de abril de 1814 en Fontainebleau.
Según su expediente personal Gabriel de Mendizábal e Iraeta se encontrará presente en la primera línea del primer ataque a Toulouse, honor que Wellington ofrece a las fuerzas españolas allí presentes. De esa hoja de servicios se constata que recibirá una herida de bala de fusil en su costado izquierdo. Sin embargo rechazará ser retirado de la línea de ataque, reincorporándose a ella tras una primera cura. En esta ocasión combatirá nuevamente a caballo recibiendo dos nuevos impactos de los tiradores enemigos que darán en su montura.
Pese a la existencia de apreciaciones muy negativas en parte de la oficialidad británica sobre el papel jugado por las fuerzas españolas en esa ocasión, la correspondencia de Wellington acerca de lo ocurrido es esta vez aún más elogiosa que la que había dado sobre la Batalla de San Marcial. Algo que se destaca en particular sobre la conducta de Gabriel de Mendizábal e Iraeta en esos combates, Wellington señala así en su carta de 12 de abril de 1812, enviada a Lord Bathurst, que está sumamente satisfecho de la conducta de los oficiales y tropas del Cuarto Ejército, destacando la del general Freyre en primer lugar seguida por la del general Mendizábal y otros como el brigadier Ezpeleta, el jefe de Estado Mayor de ese Ejército.
E.S. Salvador... Detalla incluso Wellington que Mendizábal será herido durante los combates en los que las tropas españolas resisten el fuego enemigo hasta que el general británico en persona les ordena retirarse.
Acababa así, al menos hasta los Cien Días del año 1815, la participación de Gabriel de Mendizábal e Iraeta en las guerras napoleónicas.

## De las restauraciones absolutistas y la campaña de Waterloo a sus últimos años (1814-1838)
En el convulso período que sigue a la primera restauración absolutista a partir del 4 de mayo de 1814, Gabriel de Mendizábal e Iraeta tendrá un papel más bien discreto. Esta pauta, aunque con notables cambios a medida que transcurren los años de 1814 a 1838, se mantendrá tanto durante esa primera restauración absolutista de 1814 a 1820 -que comprende el breve episodio de la campaña de Waterloo, de marzo a diciembre de 1815- como en la segunda restauración absolutista, entre 1823 y 1833, y en los años finales de su vida hasta su muerte en el año de 1838, durante la ya definitivamente asentada monarquía constitucional española y la Primera Guerra Carlista.

### La primera restauración absolutista y la fase final de las guerras napoleónicas (1814-1820)
Al igual que ocurre con la mayoría de los oficiales militares veteranos de la primera fase de las guerras napoleónicas en España, Gabriel de Mendizábal e Iraeta no se verá molestado por las restauradas autoridades absolutistas que, desde el llamado golpe de Estado de 4 de mayo de 1814, anulan el régimen constitucional que ejércitos al servicio de la Regencia gaditana - como el Séptimo o el Cuarto en los que ostenta mando el general Mendizábal- habían ido promulgando a medida que se desarrolla esa fase peninsular de las guerras napoleónicas.
En el caso de Gabriel de Mendizábal no consta que sufriese una suerte análoga a la de otros generales como Miguel Ricardo de Álava, que es enviado a prisión por esas restauradas autoridades absolutistas al considerarlo demasiado proclive al abolido gobierno constitucional. Situación de la que sólo escapa Álava merced a las influencias ejercidas por Wellington cerca de Fernando VII.
Así no se ve a Gabriel de Mendizábal en esa misma situación, entre 1814 y 1820, pese a que consta la amistosa relación existente entre ambos generales -Álava y Mendizábal- y también la ninguna renuencia de Gabriel de Mendizábal e Iraeta a proclamar la Constitución de 1812 o a establecer tratos con Manuel Freyre para mantenerse en servicio en un Ejército, el Cuarto, formado en diciembre de 1812 con el Séptimo y otros, del que se ha cesado o retirado a oficiales considerados excesivamente próximos al Absolutismo como parece haber sido el caso del general Castaños.
En realidad, en el caso del general Mendizábal y muchos otros, poco puede deducirse de esas lealtades constitucionales o afinidades absolutistas entre 1814 y 1820. El panorama general que experimenta esa oficialidad que, de buena fe, ha obedecido al gobierno constitucional de Cádiz, es cambiante. Incluso se diría que errática, aunque sólo en apariencia. Así el general Álava tras ser liberado en 1814, es destinado a altos cargos diplomáticos en la nueva administración absolutista y en esos trámites tendrá como interlocutor, ya completamente rehabilitado, a uno de los principales colaboracionistas vascos con el invasor: José María de Soroa. El general Castaños, sin embargo, por negarse a aceptar un destino de la máxima confianza en la frontera catalana para el que le ha recomendado especialmente el propio Fernando VII, es enviado a la guarnición de Badajoz cobrando sólo el sueldo de cuartel en esas mismas fechas.
Gabriel de Mendizábal e Iraeta, en ese mismo año de 1814, será confirmado en el grado de teniente general que se le había otorgado en 1810, durante la fase principal de las guerras napoleónicas en España. Además de eso, el restaurado absolutismo fernandino no duda en ofrecerle un puesto como consejero en el Supremo Consejo de Guerra el 31 de agosto de ese año 1814 en el que Fernando VII se proclama como rey absoluto de España.
Al año siguiente, en 1815, su nombre no destaca mucho más allá de esos cargos administrativos durante la alarma y movilización generadas por la huida de Napoleón de la Isla de Elba. Así, por ejemplo, no consta en el estado mayor de las fuerzas del que se denominará Ejército de Guipúzcoa, movilizado para esa campaña de Waterloo -que se desarrolla entre marzo de 1815 y finales de ese año- pese a que en él sí aparecen nombres de antiguos oficiales del Séptimo Ejército como Francisco de Longa. Las funciones de esas tropas y las de los otros dos ejércitos desplegados en los Pirineos para la ocasión, en cualquier caso, serán mucho menos épicas que las de los años de1808 a 1814. Así ese Ejército de Guipúzcoa o de la Izquierda que es, en principio, el que corresponde al Cuarto Ejército al que se había agregado a Gabriel de Mendizábal, tan sólo debe hacer frente a cierta resistencia por parte de la recalcitrante guarnición de Bayona, tal y como se describe en varios documentos. Entre ellos una interesante correspondencia entre Francisco de Longa y la duquesa de Benavente. El de la Derecha, mandado por uno de los antiguos jefes de Mendizábal durante la fase principal de las guerras napoleónicas en España -el general Castaños que finalmente acepta el mando de las fuerzas desplegadas en la frontera catalana- tomará la ciudad de Perpiñán para las armas aliadas sin la más mínima oposición por parte de su población que, por el contrario, aclama a ese Ejército español como una fuerza de liberación frente a un Napoleón cordialmente odiado, en esos momentos, en esa parte de Francia.
En 1816 la posición de Gabriel de Mendizábal e Iraeta no parece empeorar bajo esta primera restauración fernandina. Así su expediente personal indica que el 1 de enero de ese año Fernando VII lo confirma en su cargo de consejero del Supremo Consejo de Guerra. Dadas esas circunstancias, en principio favorables, el general Mendizábal no duda en contraer matrimonio en ese mismo año de 1816. La elegida será una lejana prima suya: Josefa Gabriela de Zavala y Mendizábal. Fernando VII autorizará esta boda tras comprobarse, por medio de un nutrido expediente, que la novia cumplía con todos los requisitos para contraer matrimonio con un general del rango de Mendizábal.
Esta situación, ciertamente acomodada, durante la primera reacción absolutista, sin embargo no permite deducir que Gabriel de Mendizábal e Iraeta fuera un acérrimo defensor de ese sistema, como sí ocurre con oficiales que han estado bajo su mando -ese será el caso de Francisco de Longa- aunque tampoco aparece involucrado en arriesgadas conspiraciones como la que lleva al cadalso a otros oficiales con los que ha compartido mando o que también han estado bajo sus órdenes. Como ocurre con Juan Díaz Porlier.
Esa posición política, aparentemente equidistante, no parece indisponer a Gabriel de Mendizábal e Iraeta con el Gobierno constitucional que se reinstaura a partir del pronunciamiento de Rafael del Riego. Sin embargo su expediente personal refleja una relación algo tortuosa con esas nuevas autoridades liberales triunfantes a partir del 10 de marzo de 1820, cuando Fernando VII se ve obligado a restaurar el sistema constitucional.
Así en la defensa que Gabriel de Mendizábal e Iraeta hace de su conducta en el año 1826, cuando aún sigue bajo sospecha del nuevamente restaurado sistema absolutista, dirá que en marzo de 1820 renuncia a su puesto de consejero en el Supremo Consejo de Guerra a partir de esa fecha en la que la monarquía española vuelve a ser constitucional.
Sin embargo en el año 1822 el general Mendizábal se encuentra en una situación contradictoria, pues ha aceptado ser nombrado capitán general de su provincia natal, de Navarra y del conjunto de la que se llama en su expediente personal “Castilla la Vieja”. En ese momento, 1822, el régimen constitucional reinstaurado dos años antes ha entrado en una fase exaltada que ha apartado de su causa incluso a partidarios del pronunciamiento de 1820. Aun así consta que Gabriel de Mendizábal no renuncia esta vez a ejercer esas funciones, como sí había renunciado a su puesto de consejero en el Supremo Consejo de Guerra a partir de marzo de 1820.
En su alegato del año 1826 ante el tribunal que juzga las conductas políticas de militares durante el Trienio Liberal, Gabriel de Mendizábal e Iraeta alega, dirigiendo ese documento personalmente al rey, que fue Fernando VII quien le dio ese mando sin que él lo solicitase. Sin embargo esa junta de purificaciones maneja documentos en los que se descubre que en el año 1822, ejerciendo esas funciones de capitán general, Mendizábal habría apoyado al nuevo gobierno con un entusiasmo por la causa liberal que iría más allá de acatar ese nombramiento por orden del rey. Así se indica en esos documentos agregados a su hoja de servicios de esas fechas, que en 4 de julio de 1822 se había ofrecido, plasmándolo en documento oficial, a acudir a Madrid con las tropas bajo su mando para sofocar los tumultos absolutistas que culminarían en los sucesos del 7 de ese mes y año.
Además de eso, una vez confirmada la conspiración absolutista contra el gobierno constitucional, Gabriel de Mendizábal e Iraeta remitía desde su puesto de capitán general en Burgos documentos que podrían considerarse, a primera vista, aún más comprometedores. Así con fecha de 9 de julio de 1822 exponía a las autoridades liberales en Madrid que acusaba recibo del funesto fin en el que había acabado la conducta de los que llama “Batallones disidentes” de la Guardia Real y consideraba transidos de lo que califica como perfidia. A resultas de esto, decía, había hecho saber en todas las comandancias bajo su mando el triunfo de las que llama “armas Nacionales” y acudido a las Casas Consistoriales de Burgos, con la guarnición, para ver el desfile triunfal ante la lápida constitucional saludada con los “vivas” habituales. Garantizaba también Gabriel de Mendizábal a las autoridades liberales de Madrid que en su distrito todo permanecía en calma.
Esa situación de aparente tranquilidad duraría poco, pues otro de los documentos examinados por el tribunal que indaga en 1826 la conducta de Gabriel de Mendizábal durante el Trienio Liberal, revela que el 20 de julio de 1822 pasaba de las palabras a los hechos en defensa del Gobierno constitucional. Así, enterado de la presencia de una partida de unos 80 absolutistas en las inmediaciones de Burgos bajo mando del que el documento califica como el “revelde (sic) Cura Merino”, el ahora capitán general Mendizábal no dudaba en mandar todas las fuerzas a su disposición para sofocar a esos partidarios de la vuelta del Absolutismo.
A primera vista, cotejados los documentos de 1822 con los de 1826, puede dar la impresión de que Gabriel de Mendizábal e Iraeta observa una conducta política que parecería acomodaticia o que, incluso, podría calificarse de traicionera tanto frente al Absolutismo como frente al Liberalismo. Sin embargo el régimen de corte liberal consolidado a partir de la muerte de Fernando VII en 1833, no duda en reconocerlo, sin ambages, como uno de sus partidarios llamado a puestos de alta responsabilidad militar en una España que se enfrenta desde ese momento, y hasta 1839, a una guerra civil abierta entre esas dos facciones políticas.
La realidad más aproximada a la verdadera actitud de Gabriel de Mendizábal e Iraeta ante ese conflicto, que sume tanto a España como a Europa en un tiempo de guerra y revolución durante décadas, debe ser decantada por una lectura más atenta de la documentación disponible. Y asimismo bajo la luz de las más avanzadas investigaciones historiográficas sobre el auténtico calado de esas convulsiones políticas, que crean una situación en la que resulta difícil posicionarse con la claridad que se exigiría en el siglo XX o el XXI en casos similares y donde el Liberalismo no será una opción política que discurre, en España, en línea recta desde el año 1812 hasta su futura consolidación a partir de 1833.
Bajo esta perspectiva las palabras, y acciones, de Gabriel de Mendizábal e Iraeta durante el Trienio Liberal y sus posteriores justificaciones en 1826, muestran a un militar más inclinado al Liberalismo que al Absolutismo, pero confuso ante el cariz que van tomando los acontecimientos. Es preciso pues recordar que ya en 1813, antes del fin de la guerra contra la Francia napoleónica y la restauración absolutista, el general Mendizábal se declara por escrito como un decidido partidario de la neutralidad militar ante el poder civil. Durante el Trienio, como recuerda en 1826, puesto ante la circunstancia de justificar su conducta desde marzo de 1820, se aleja en primera instancia de un régimen salido de esa injerencia militar y si más tarde se aviene a participar en él es por la orden del rey que le manda encargarse de la Capitanía General de Castilla la Vieja que él alega, además, no haber solicitado.
Esa argumentación se hace patente en su escrito del 9 de julio de 1822, donde es preciso reparar en que Gabriel de Mendizábal e Iraeta describía las celebraciones que había realizado como autorizadas y mandadas por una Real Orden que pedía celebrar el fracaso no de unas ideas absolutistas que el rey defienda, sino el de fuerzas de la Guardia Real que son calificadas como disidentes.
Esa línea argumental, por otra parte, estará presente en otros de sus alegatos presentados en 1826. Así el general Mendizábal recordará a sus jueces, y al mismo rey, que él se había limitado a seguir la senda marcada por el monarca, acatando sus órdenes y lo que parecían ser sus sinceros deseos y que, antes de que el sistema liberal sucumba por segunda vez, había sido retirado del servicio sólo por señalar que él, Gabriel de Mendizábal, no podía ejercer sus funciones militares en una situación que califica de tumultuaria, conformándose tras esa destitución con retirarse al Puerto de Santa María a atender asuntos personales. Entre ellos cuidar de su joven mujer que está embarazada en esos momentos, tal y como indica en su petición de 30 de octubre de 1824 al rey para que le permitiera seguir en esa situación. Algo que el restaurado Fernando VII le concede con el leve castigo de dejarlo en ese ostracismo percibiendo tan sólo la media paga que correspondía a su rango. Represalia habitual en la Europa postnapoleónica para militares considerados desafectos al régimen dominante en cada momento político. Tal y como ocurre con los oficiales bonapartistas en la Francia de Luis XVIII.
Esa situación de Gabriel de Mendizábal e Iraeta se mantendrá, según la documentación disponible en la actualidad, hasta el fin del Absolutismo en España con la muerte de Fernando VII en el año 1833.
Sin embargo lo que cuenta su expediente personal sobre esos últimos años de la vida de Gabriel de Mendizábal e Iraeta, es aún más escueto que lo que dice sobre su situación tras la derrota napoleónica en 1814, después de la campaña de Waterloo y durante las dos restauraciones absolutistas.
Así consta en esa documentación tan sólo que el general Mendizábal fallece el 1 de octubre de 1838, aproximadamente un año antes de que concluya la Primera Guerra Carlista en la que una monarquía heredera de Fernando VII sostiene la bandera de un régimen constitucional frente a la facción absolutista dirigida por Carlos María Isidro, hermano del difunto rey y tío de Isabel II.
En los folios donde se constata ese fallecimiento de Gabriel de Mendizábal e Iraeta se deduce que se mantiene en esos años, de 1833 a 1838, en el mando de capitán general que había ostentado durante el Trienio Liberal. Señala así esa parte de su expediente personal que el general Mendizábal había conseguido pacificar la insurrección carlista en las provincias bajo su mando.
Aparte de esto el expediente personal de Gabriel de Mendizábal e Iraeta, revela que la monarquía finalmente constitucional de Isabel II, bajo la regencia de María Cristina, había otorgado al general bergarrara el puesto de presidente del Tribunal Especial de Marina y Guerra, dependiente del Ministerio de ese ramo, equivalente al actual de Defensa. Constaba en ese documento que había ascendido a ese puesto el 24 de febrero de 1838 y que anteriormente había sido juez decano de dicho tribunal.

## Honores, distinciones y posteridad
A lo largo de su vida Gabriel de Mendizábal e Iraeta recibirá diversas distinciones por parte de la monarquía española por la que combatirá en distintos frentes de diversas guerras desde la época de Carlos III hasta la de Isabel II.
Así en 1793 se le concede el hábito de caballero de la exclusiva orden de Calatrava que él mismo había solicitado. Posteriormente obtendría las reales cruces de San Fernando y San Hermenegildo, esta última orden creada por Fernando VII en 1814, tras la primera victoria sobre Napoleón, para recompensar los méritos del personal militar que había servido en las filas con conducta intachable durante veinticinco años o más. En el caso del general Mendizábal se le otorgaba la más alta categoría: la Gran Cruz que premiaba cuarenta años de servicio.
Ambas cruces fueron concedidas al general antes del año 1826 en el que tendrá que alegar su falta de connivencia culpable con el abolido régimen liberal. La más importante distinción que obtendrá, sin embargo, será la concesión, ya bajo el reinado de Isabel II, del título de conde de Cuadro de Alba de Tormes en recompensa por su acción en la primera Batalla de Alba de Tormes en 28 de noviembre de 1809, deteniendo tres cargas de la por entonces ya afamada Caballería napoleónica.
El recuerdo histórico de Gabriel de Mendizábal e Iraeta, sin embargo, ha sido, en general, pobre comparado con el que han disfrutado otros generales de las guerras napoleónicas y teniendo en cuenta el notable papel que jugó en la derrota de Napoleón Bonaparte.
Aparte de menciones tangenciales en la Historiografía española decimonónica y en la más reciente dedicada a batallas como las de Gévora o La Albuera, tan sólo se le han dedicado a Gabriel de Mendizábal e Iraeta cuatro biografías exclusivas, una de ellas ciertamente imaginativa y con algunos errores considerables, firmada por Francisco López-Alén en 1905, y únicamente en formato de artículo -en la revista “Euskal-Erria” y en la Enciclopedia Auñamendi- y de artículo extenso en el Boletín de Estudios Históricos sobre San Sebastián más otra en el Diccionario Biográfico Español publicado por la Real Academia de la Historia, muy breve. Aunque con interesantes noticias sobre el patronazgo económico y político de sus parientes americanos que concurre en su ascenso en la carrera militar desde su etapa de cadete.
Su papel en las guerras napoleónicas, por otra parte, ha sido no sólo minimizado sino infravalorado. Tan sólo un estudio histórico actual ha destacado que su mando en el Séptimo Ejército español, entre 1811 y finales de 1812, logró una serie de victorias constantes, sin derrota alguna en su contra, en un eje tan vital para los intereses napoleónicos como el cuadrante Nordeste de la Península, entre Asturias y la frontera navarra con Aragón.
Por otra parte tan sólo algunos artículos aparecidos en Prensa digital recientemente han destacado el hecho, capital, de que Gabriel de Mendizábal e Iraeta y las fuerzas bajo su mando logran evitar, en octubre de 1812, una debacle del Ejército aliado bajo mando de Wellington tras el fracaso del asedio a Burgos. Un hecho que podría haber cambiado el curso de las guerras napoleónicas llevado ese desastre hasta las últimas consecuencias sin el concurso de esas tropas, que cortan el avance francés sobre la retaguardia aliada que debe retirarse hasta la frontera con Portugal dejando nuevamente Salamanca bajo ocupación francesa.
La presencia de Gabriel de Mendizábal e Iraeta en los medios de difusión masivos, como la novela histórica, ha sido prácticamente nula. Aparece así en una de las escasas novelas que conmemoraban, en 1913, el primer centenario de la destrucción de San Sebastián por las tropas anglo- portuguesas y en la que se le atribuye haber intentado la toma de la ciudad, tras la que será la batalla de San Marcial, evitando una mayor destrucción y efusión de sangre y desmanes similares a los ocurridos tras la reconquista de Badajoz. Novelas históricas posteriores dedicadas a esos mismos acontecimientos reducen aún más su papel en ellos. Como ocurre en el caso de “La Brecha” de Toti Martínez de Lezea, donde apenas se le menciona tangencialmente.
Por lo demás, y pese a la importancia de sus acciones militares, especialmente en la retirada aliada de Burgos en 1812, la presencia de la biografía de Gabriel de Mendizábal e Iraeta está completamente ausente -todavía en la segunda década del siglo XXI- en los demás habituales medios de comunicación de masas como las series de Televisión, el Cine o el cómic o novela gráfica. Incluso pese a la aparición en ese último soporte de series dedicadas a episodios desconocidos de la Historia española.